# Danh sách tập phim How I Met Your Mother
How I Met Your Mother là loạt phim hài kịch tình huống truyền hình dài tập của Hoa Kỳ, được viết và sáng lập bởi Carter Bays và Craig Thomas. Phim được trình chiếu vào ngày 19 tháng 9 năm 2005 trên kênh CBS với tập đầu dài 30 phút và kết thúc sau chín năm phát sóng vào năm 2014 với tổng cộng 208 tập phim trình chiếu. Lấy bối cảnh ở Manhattan, bộ phim thuật lại đời sống xã hội và tình cảm của Ted Mosby (Josh Radnor) và những người bạn của anh ấy - Marshall Eriksen (Jason Segel), Robin Scherbatsky (Cobie Smulders), Lily Aldrin (Alyson Hannigan) và Barney Stinson (Neil Patrick Harris). Xuyên suốt bộ phim là sự thuật lại bởi Ted, vào bối cảnh năm 2030, cho các con của mình nghe về những sự kiện đưa anh đến gặp mẹ của chúng - The Mother (Cristin Milioti). Trong phần 1-8, các tập phim được sắp xếp cùng thời gian với ngày chiếu thực ngoài đời, với tập cuối mỗi phần là ở mùa Xuân và tập đầu là ở mùa Thu. Phần cuối của bộ phim được xếp ngay sau kết thúc của phần tám và kéo dài trong cuối tuần diễn ra đám cưới của Barney và Robin.
How I Met Your Mother được trình chiếu cho gần 11 triệu khán giả và giữ vững lượng người xem trong suốt thời gian phát sóng. 7 phần đầu đầu tiên đã được phát hành dưới dạng DVD ở Khu vực 1, 2, 4, trong khi DVD phần tám được phát hành vào tháng 10 năm 2013 tại khu vực 1 và 2. Tám phần đầu cũng được truyền tiếp trên Netflix và Amazon Instant Video, đồng thời có thể được mua từ Cửa hàng iTunes.

## Tổng quát
| Phần | Phần | Số tập | Ngày công chiếu     | Ngày công chiếu     |
| Phần | Phần | Số tập | Tập đầu             | Tập cuối            |
| ---- | ---- | ------ | ------------------- | ------------------- |
|      | 1    | 22     | 19 tháng 9 năm 2005 | 15 tháng 5 năm 2006 |
|      | 2    | 22     | 18 tháng 9 năm 2006 | 14 tháng 5 năm 2007 |
|      | 3    | 20     | 24 tháng 9 năm 2007 | 19 tháng 5 năm 2008 |
|      | 4    | 24     | 22 tháng 9 năm 2008 | 18 tháng 5 năm 2009 |
|      | 5    | 24     | 21 tháng 9 năm 2009 | 24 tháng 5 năm 2010 |
|      | 6    | 24     | 20 tháng 9 năm 2010 | 16 tháng 5 năm 2011 |
|      | 7    | 24     | 19 tháng 9 năm 2011 | 14 tháng 5 năm 2012 |
|      | 8    | 24     | 24 tháng 9 năm 2012 | 13 tháng 5 năm 2013 |
|      | 9    | 24     | 23 tháng 9 năm 2013 | 31 tháng 3 năm 2014 |

## Các tập phim

### Phần 1 (2005–06)
| Số tập tổng thể | Số tập theo phần | Tên tập phim                        | Đạo diễn      | Biên kịch                  | Ngày công chiếu      | Mã sản xuất | Khán giả Hoa Kỳ (triệu người) |
| --------------- | ---------------- | ----------------------------------- | ------------- | -------------------------- | -------------------- | ----------- | ----------------------------- |
| 1               | 1                | "Tập thí điểm"                      | Pamela Fryman | Carter Bays & Craig Thomas | 19 tháng 9 năm 2005  | 1ALH79      | 10,94                         |
| 2               | 2                | "Purple Giraffe"                    | Pamela Fryman | Carter Bays & Craig Thomas | 26 tháng 9 năm 2005  | 1ALH01      | 10,40                         |
| 3               | 3                | "Sweet Taste of Liberty"            | Pamela Fryman | Phil Lord & Chris Miller   | 3 tháng 10 năm 2005  | 1ALH02      | 10,44                         |
| 4               | 4                | "Return of the Shirt"               | Pamela Fryman | Kourtney Kang              | 10 tháng 10 năm 2005 | 1ALH03      | 9,84                          |
| 5               | 5                | "Okay Awesome"                      | Pamela Fryman | Chris Harris               | 17 tháng 10 năm 2005 | 1ALH04      | 10,14                         |
| 6               | 6                | "Slutty Pumpkin"                    | Pamela Fryman | Brenda Hsueh               | 24 tháng 10 năm 2005 | 1ALH05      | 10,89                         |
| 7               | 7                | "Matchmaker"                        | Pamela Fryman | Sam Johnson & Chris Marcil | 7 tháng 11 năm 2005  | 1ALH07      | 10,55                         |
| 8               | 8                | "The Duel"                          | Pamela Fryman | Gloria Calderon Kellett    | 14 tháng 11 năm 2005 | 1ALH06      | 10,35                         |
| 9               | 9                | "Belly Full of Turkey"              | Pamela Fryman | Phil Lord & Chris Miller   | 21 tháng 11 năm 2005 | 1ALH09      | 10,29                         |
| 10              | 10               | "The Pineapple Incident"            | Pamela Fryman | Carter Bays & Craig Thomas | 28 tháng 11 năm 2005 | 1ALH08      | 12,27                         |
| 11              | 11               | "The Limo"                          | Pamela Fryman | Sam Johnson & Chris Marcil | 19 tháng 12 năm 2005 | 1ALH10      | 10,36                         |
| 12              | 12               | "The Wedding"                       | Pamela Fryman | Kourtney Kang              | 9 tháng 1 năm 2006   | 1ALH11      | 11,49                         |
| 13              | 13               | "Drumroll, Please"                  | Pamela Fryman | Gloria Calderon Kellett    | 23 tháng 1 năm 2006  | 1ALH12      | 10,82                         |
| 14              | 14               | "Zip, Zip, Zip"                     | Pamela Fryman | Brenda Hsueh               | 6 tháng 2 năm 2006   | 1ALH13      | 10,94                         |
| 15              | 15               | "Game Night"                        | Pamela Fryman | Chris Harris               | 27 tháng 2 năm 2006  | 1ALH14      | 9,82                          |
| 16              | 16               | "Cupcake"                           | Pamela Fryman | Maria Farrari              | 6 tháng 3 năm 2006   | 1ALH15      | 10,15                         |
| 17              | 17               | "Life Among the Gorillas"           | Pamela Fryman | Carter Bays & Craig Thomas | 20 tháng 3 năm 2006  | 1ALH16      | 9,80                          |
| 18              | 18               | "Nothing Good Happens After 2 A.M." | Pamela Fryman | Carter Bays & Craig Thomas | 10 tháng 4 năm 2006  | 1ALH17      | 7,65                          |
| 19              | 19               | "Mary the Paralegal"                | Pamela Fryman | Chris Harris               | 24 tháng 4 năm 2006  | 1ALH18      | 7,60                          |
| 20              | 20               | "Best Prom Ever"                    | Pamela Fryman | Ira Ungerleider            | 1 tháng 5 năm 2006   | 1ALH19      | 7,24                          |
| 21              | 21               | "Milk"                              | Pamela Fryman | Carter Bays & Craig Thomas | 8 tháng 5 năm 2006   | 1ALH20      | 8,07                          |
| 22              | 22               | "Come On"                           | Pamela Fryman | Carter Bays & Craig Thomas | 15 tháng 5 năm 2006  | 1ALH21      | 8,64                          |

### Phần 2 (2006–07)
| Số tập tổng thể | Số tập theo phần | Tên tập phim                | Đạo diễn      | Biên kịch                              | Ngày công chiếu      | Mã sản xuất | Khán giả Hoa Kỳ (theo triệu người) |
| --- | ---------------- | --------------------------- | ------------- | -------------------------------------- | -------------------- | ----------- | ---------------------------------- |
| 23 | 1                | "Where Were We?"            | Pamela Fryman | Carter Bays & Craig Thomas             | 18 tháng 9 năm 2006  | 2ALH01      | 10.48                              |
| Cả bọn cố gắng giúp Marshall quên đi Lily. Barney dắt anh vào câu lạc bộ thoát y và Ted dắt anh đi chơi trò Yankees. Marshall sau đó tìm thấy thẻ tín dụng có dẫn đến khách sạn nơi Lily đang ở trong thành phố, nhưng cả bọn cố gắng không cho anh đến gặp cô ấy.                                                                            |                  |                             |               |                                        |                      |             |                                    |
| 24 | 2                | "The Scorpion and the Toad" | Rob Greenberg | Chris Harris                           | 25 tháng 9 năm 2006  | 2ALH02      | 9.14                               |
| Barney dạy cho Marshall cách để tán tỉnh phụ nữ, nhưng khi mọi chuyện trở nên khó khăn với Marshall, thì Barney lại cuỗm mất những cô gái ấy cho riêng mình. Lily quay trở lại từ công việc hội họa ở San Francisco của mình. Trong khi giúp cô tìm một căn hộ mới, Ted phát ngán khi phải nghe về mùa hè tuyệt vời của Lily ở San Francisco. |                  |                             |               |                                        |                      |             |                                    |
| 25 | 3                | "Brunch"                    | Pamela Fryman | Stephen Lloyd                          | 2 tháng 10 năm 2006  | 2ALH03      | 9.32                               |
| Khi Ted, Robin và mọi người cùng trải qua một tuần lễ cùng với bố mẹ mình, Ted hoảng hốt vì một bí mật được tiết lộ ở bữa ăn nhẹ. Trong khi đó, Marshall và Lily lại cảm thấy khó khăn khi họ buộc phải ở cùng nhau với bố mẹ của Ted. |                  |                             |               |                                        |                      |             |                                    |
| 26 | 4                | "Ted Mosby: Architect"      | Pamela Fryman | Kristen Newman                         | 9 tháng 10 năm 2006  | 2ALH04      | 9.09                               |
| Sau khi Robin cứ ám chỉ sự nhàm chán về công việc của Ted, Barney lại thuyết phục bạn mình suy nghĩ theo một cách khác. Trong khi bọn họ thử chiêu "Ted Mosby, Gã Kiến trúc sư" với các cô gái, họ nhận ra nó thật sự có kết quả. Nhưng khi Robin nghe Ted đang tán tỉnh các cô gái, cô đã nhập cuộc để tìm hiểu sự thật.                     |                  |                             |               |                                        |                      |             |                                    |
| 27 | 5                | "World's Greatest Couple"   | Pamela Fryman | Brenda Hsueh                           | 16 tháng 10 năm 2006 | 2ALH06      | 9.05                               |
| Lily chuyển về ở tại căn hộ của Barney, khiến Barney không thể kiểm soát nổi những rắc rối theo đó. |                  |                             |               |                                        |                      |             |                                    |
| 28 | 6                | "Aldrin Justice"            | Pamela Fryman | Jamie Rhonheimer                       | 23 tháng 10 năm 2006 | 2ALH05      | 9.59                               |
| Barney thử thách mình để làm hài lòng vị giáo sư ngành luật cáu kỉnh của Marshall, trong khi Lily có được một việc làm ở hãng Kiến trúc của Ted và cố gắng dạy cho sếp của Ted một bài học nhớ đời. |                  |                             |               |                                        |                      |             |                                    |
| 29 | 7                | "Swarley"                   | Pamela Fryman | Greg Malins                            | 6 tháng 11 năm 2006  | 2ALH07      | 8.22                               |
| Marshall bắt đầu hẹn hò với một người phụ nữ khác và khi mọi chuyện đang suôn sẻ, Barney và Ted lại bảo anh phải chia tay cô ta vì cô ả có "cặp mắt điên dại". |                  |                             |               |                                        |                      |             |                                    |
| 30 | 8                | "Atlantic City"             | Pamela Fryman | Maria Ferrari                          | 13 tháng 11 năm 2006 | 2ALH08      | 9.33                               |
| Marshall và Lily tái hợp lại cùng nhau và quyết định trốn đến Thành phố Atlantic, tập hợp Barney, Ted và Robin lại để dự lễ cưới của mình. |                  |                             |               |                                        |                      |             |                                    |
| 31 | 9                | "Slap Bet"                  | Pamela Fryman | Kourtney Kang                          | 20 tháng 11 năm 2006 | 2ALH09      | 8.85                               |
| Barney phát hiện bí mật về thân thế trước đây của Robin và con người thật đằng sau nỗi sợ đến thương xá của cô. |                  |                             |               |                                        |                      |             |                                    |
| 32 | 10               | "Single Stamina"            | Pamela Fryman | Kristen Newman                         | 27 tháng 11 năm 2006 | 2ALH10      | 9.85                               |
| Anh trai của Barney, James (Wayne Brady) đến thăm mọi người. Robin - người duy nhất trong nhóm chưa từng gặp mặt, đã rất bất ngờ. Nhưng James lại có sẵn một bất ngờ mà Barney không dễ dàng chấp nhận nó. |                  |                             |               |                                        |                      |             |                                    |
| 33 | 11               | "How Lily Stole Christmas"  | Pamela Fryman | Brenda Hsueh                           | 11 tháng 12 năm 2006 | 2ALH11      | 8.81                               |
| Ted suýt chút nữa đã phá hỏng Giáng Sinh của mọi người, khi anh vẫn còn chọc giận Lily vì làm hỏng việc đính hôn lúc trước và anh gọi cô ấy bằng một cái tên rất kinh khủng. |                  |                             |               |                                        |                      |             |                                    |
| 34 | 12               | "First Time in New York"    | Pamela Fryman | Gloria Calderon Kellett                | 8 tháng 1 năm 2007   | 2ALH12      | 8.37                               |
| Robin muốn tiết lộ cho Ted tình cảm của mình, nhưng vẫn thể nói được. Trong khi đó, em gái của cô đến thăm và dắt theo cậu bạn trai của cô ấy. Cô bé khiến Robin hốt hoảng khi nói mình đã sẵn sàng để có "lần đầu tiên" cùng hắn ta. |                  |                             |               |                                        |                      |             |                                    |
| 35 | 13               | "Columns"                   | Rob Greenberg | Matt Kuhn                              | 22 tháng 1 năm 2007  | 2ALH13      | 9.42                               |
| Khi Ted luôn bị lăng mạ bởi tên sếp cũ của mình, người hiện đang làm việc cho anh trong một dự án, anh được thông báo việc phải đuổi việc hắn ta, nhưng lại cảm thấy vô cùng khó khăn để làm việc đó. Barney lại muốn trả cho Lily rất nhiều tiền chỉ để vẽ tranh lúc anh khoả thân.                                                          |                  |                             |               |                                        |                      |             |                                    |
| 36 | 14               | "Monday Night Football"     | Rob Greenberg | Carter Bays & Craig Thomas             | 5 tháng 2 năm 2007   | 2ALH14      | 10.61                              |
| Cả bọn đang dự định xem trận Super Bowl XLI thì họ lại nhận được lời mời đến đám tang trong đêm đó. Họ vạch sẵn ý định thu lại trận đấu và xem lại vào ngày hôm sau. |                  |                             |               |                                        |                      |             |                                    |
| 37 | 15               | "Lucky Penny"               | Pamela Fryman | Matt Sorrentino & Martynas Prusevicius | 12 tháng 2 năm 2007  | 2ALH15      | 9.68                               |
| Ted tìm được một đồng xu may mắn và cho dù vận xui cứ đuổi theo thì anh vẫn xem đó là điều tuyệt nhất từng đến với mình. |                  |                             |               |                                        |                      |             |                                    |
| 38 | 16               | "Stuff"                     | Pamela Fryman | Kourtney Kang                          | 19 tháng 2 năm 2007  | 2ALH16      | 8.95                               |
| Sau khi Robin biết được Ted vẫn còn giữ những kỷ vật từ bạn gái cũ, Ted quyết định vứt chúng đi. Tuy nhiên, tình thế lại thay đổi khi anh biết Robin cũng còn giữ những kỉ vật cũ của những mối tình trước. Lily buộc cả nhóm phải đến xem vở diễn của cô.                                                                                    |                  |                             |               |                                        |                      |             |                                    |
| 39 | 17               | "Arrivederci, Fiero"        | Pamela Fryman | Chris Harris                           | 26 tháng 2 năm 2007  | 2ALH17      | 9.33                               |
| Chiếc xe Fiero năm 1988 mà Marshall rất quý đã hỏng khi sắp đạt 200.000 dặm, khiến cả nhóm nhớ lại quãng thời gian tuyệt vời nhất của họ ở trong chiếc xe ấy. |                  |                             |               |                                        |                      |             |                                    |
| 40 | 18               | "Moving Day"                | Pamela Fryman | Maria Ferrari                          | 19 tháng 3 năm 2007  | 2ALH18      | 7.27                               |
| Khi Ted và Robin đạt đến một cột mốc đáng nhớ trong chuyện tình cảm, Barney lại làm tất cả để phá vỡ hạnh phúc của họ. Để thực hiện được điều đó, Barney phải ăn cắp chiếc xe tải mà họ thuê trong ngày dọn đồ chuyển nhà. |                  |                             |               |                                        |                      |             |                                    |
| 41 | 19               | "Bachelor Party"            | Pamela Fryman | Carter Bays & Craig Thomas             | 9 tháng 4 năm 2007   | 2ALH19      | 9.90                               |
| Khi Barney phá hỏng kế hoạch tiệc chia tay độc thân của Marshall, Lily tiết lộ những thông tin về Barney buộc Marshall phải suy nghĩ lại về lựa chọn phù rể của mình. |                  |                             |               |                                        |                      |             |                                    |
| 42 | 20               | "Showdown"                  | Pamela Fryman | Gloria Calderon Kellett                | 30 tháng 4 năm 2007  | 2ALH20      | 7.24                               |
| Barney được chọn làm thí sinh cho cuộc thi Hãy chọn giá đúng, giúp anh thực hiện được ước mơ bấy lâu của mình: gặp được Bob Barker. |                  |                             |               |                                        |                      |             |                                    |
| 43 | 21               | "Something Borrowed"        | Pamela Fryman | Greg Malins                            | 7 tháng 5 năm 2007   | 2ALH21      | 7.69                               |
| Ngày cưới của Lily và Marshall đang đến gần nhưng không có gì lại theo đúng kế hoạch của họ. Bất ngờ thay, Barney lại là người can thiệp để cứu lấy thời điểm đời người có một này. |                  |                             |               |                                        |                      |             |                                    |
| 44 | 22               | "Something Blue"            | Pamela Fryman | Carter Bays & Craig Thomas             | 14 tháng 5 năm 2007  | 2ALH22      | 9.90                               |
| Barney nghe được Ted và Robin đang có một bí mật và khiến anh tự hỏi đó là gì. Khi biết được mọi chuyện, nó anh lại vô cùng hoảng hốt. |                  |                             |               |                                        |                      |             |                                    |

### Phần 3 (2007–08)
| Số tập tổng thể | Số tập theo phần | Tên tập phim              | Đạo diễn      | Biên kịch                                | Ngày công chiếu      | Mã sản xuất | Khán giả Hoa Kỳ (theo triệu người) |
| --- | ---------------- | ------------------------- | ------------- | ---------------------------------------- | -------------------- | ----------- | ---------------------------------- |
| 45 | 1                | "Wait for It"             | Pamela Fryman | Carter Bays & Craig Thomas               | 24 tháng 9 năm 2007  | 3ALH01      | 8.12                               |
| Khi Robin trở về cùng một anh chàng bạn trai điển trai người Argentina, Ted quyết định ra ngoài cùng Barney trong một đêm "huyền... đợi chút đã... thoại!". |                  |                           |               |                                          |                      |             |                                    |
| 46 | 2                | "We're Not from Here"     | Pamela Fryman | Chris Harris                             | 1 tháng 10 năm 2007  | 3ALH02      | 7.88                               |
| Sau khi thấy các cô gái bị mê hoặc bởi Gael, bạn trai của Robin, bởi vẻ ngoài quyến rũ ngoại quốc, Barney và Ted cố gắng tự xưng mình là những gã từ nơi khác đến để tán tỉnh phụ nữ. Marshall và Lily viết những lá thư để dành sau khi mình mất, trong khi Robin bắt đầu mất đi sự thư thái sau chuyến nghỉ dưỡng tại Argentina. |                  |                           |               |                                          |                      |             |                                    |
| 47 | 3                | "Third Wheel"             | Pamela Fryman | David Hemingson                          | 8 tháng 10 năm 2007  | 3ALH04      | 7.96                               |
| Hai người phụ nữ từ quán rượu trở nên có hứng thú với Ted và cùng nhau trở về căn hộ của anh ấy. Mọi người phải chứng minh cho Ted là mọi chuyện vẫn ổn khi anh ân ái với họ. |                  |                           |               |                                          |                      |             |                                    |
| 48 | 4                | "Little Boys"             | Rob Greenberg | Kourtney Kang                            | 15 tháng 10 năm 2007 | 3ALH03      | 7.71                               |
| Robin bắt đầu hẹn hò một ông bố đơn thân và bất ngờ gắn bó với con trai của gã, khiến cô lo lắng về sự nghiêm túc của mối quan hệ này. Trong lúc dó, Ted và Barney thi nhau xem ai là người có nhiều 'trò chơi' hơn ai. |                  |                           |               |                                          |                      |             |                                    |
| 49 | 5                | "How I Met Everyone Else" | Pamela Fryman | Gloria Calderon Kellett                  | 22 tháng 10 năm 2007 | 3ALH05      | 8.50                               |
| Bạn gái mới của Ted ghen tị khi câu chuyện mà các bạn gặp anh thế nào còn hay hơn câu chuyện cô đã gặp anh ra sao. |                  |                           |               |                                          |                      |             |                                    |
| 50 | 6                | "I'm Not That Guy"        | Pamela Fryman | Jonathan Groff                           | 29 tháng 10 năm 2007 | 3ALH06      | 8.55                               |
| Khi hãng luật đang cố để phục chức lại cho Marshall, Jefferson Coatsworth (John Cho) lại có cơ may hạ gục anh, khiến Marshall phải từ bỏ ước mơ giải cứu Trái Đất của mình. Trong lúc đó, mọi người biết được một diễn viên phim khiêu dâm có tên được đặt theo tên một trong số họ.                                               |                  |                           |               |                                          |                      |             |                                    |
| 51 | 7                | "Dowisetrepla"            | Pamela Fryman | Brenda Hsueh                             | 5 tháng 11 năm 2007  | 3ALH07      | 8.77                               |
| Lily và Marshall liều lĩnh quyết định mà không suy nghĩ khi mua một căn hộ trong khu vực "Dowisetrepla", trong khi Barney nhân cơ hội này để lén lút cùng phụ nữ mà không để lộ địa chỉ thật của mình. Marshall cũng biết được mộit bí mật của Lily.                                                                               |                  |                           |               |                                          |                      |             |                                    |
| 52 | 8                | "Spoiler Alert"           | Pamela Fryman | Stephen Lloyd                            | 12 tháng 11 năm 2007 | 3ALH08      | 8.58                               |
| Một thói quen vô cùng khó coi của bạn gái Ted khiến cả bọn phải chỉ ra những thói quen xấu của từng người. Marshall phải nhờ Barney giúp sau khi quên mất mật khẩu để kiểm tra kết quả giám định bài thi luật của mình. |                  |                           |               |                                          |                      |             |                                    |
| 53 | 9                | "Slapsgiving"             | Pamela Fryman | Matt Kuhn                                | 19 tháng 11 năm 2007 | 3ALH09      | 8.06                               |
| Lily và Marshall có mùa lễ Tạ ơn đầu tiên với nhau khi là vợ chồng; Barney bị tra tấn tinh thần bởi trò cá tát. |                  |                           |               |                                          |                      |             |                                    |
| 54 | 10               | "The Yips"                | Pamela Fryman | Jamie Rhonheimer                         | 26 tháng 11 năm 2007 | 3ALH10      | 7.91                               |
| Sau khi mọi người đi tập thể hình thì Barney gặp mặt Rhonda, người lấy đi "lần đầu" của anh. Sau khi biết sự thật mình rất tệ trong "lần đầu" đó, anh mất đi khả năng tán tỉnh phụ nữ. Barney tìm đến bữa tiệc Trình diễn Victoria's Secret mùa Thu để lấy lại phong độ và anh kiểm tra lại phong độ khi gặp Heidi Klum.           |                  |                           |               |                                          |                      |             |                                    |
| 55 | 11               | "The Platinum Rule"       | Pamela Fryman | Carter Bays & Craig Thomas               | 10 tháng 12 năm 2007 | 3ALH11      | 8.49                               |
| Các bạn của Ted cố gắng cản trở anh hẹn hò cùng với cô bác sĩ da liễu của mình, người mà anh thường xuyên tiếp xúc, bằng việc kể lại những trải nghiệm tệ hại của họ cho anh nghe. |                  |                           |               |                                          |                      |             |                                    |
| 56 | 12               | "No Tomorrow"             | Pamela Fryman | Carter Bays & Craig Thomas               | 17 tháng 3 năm 2008  | 3ALH12      | 9.73                               |
| Ted quyết định bắt chước cách sống của Barney trong ngày thánh Patrick, bao gồm cả những việc điên rồ nhất. Robin và Marshall không biết phải nói sao với Lily về chuyện căn hộ của họ gặp vấn đề. |                  |                           |               |                                          |                      |             |                                    |
| 57 | 13               | "Ten Sessions"            | Pamela Fryman | Chris Harris, Carter Bays & Craig Thomas | 24 tháng 3 năm 2008  | 3ALH14      | 10.67                              |
| Trong khi Ted liên tục bị cô bác sĩ da liễu của mình, Stella (Sarah Chalke), từ chối hẹn hò; thì Abby (Britney Spears), lại nảy sinh tình cảm với anh. |                  |                           |               |                                          |                      |             |                                    |
| 58 | 14               | "The Bracket"             | Pamela Fryman | Joe Kelly                                | 31 tháng 3 năm 2008  | 3ALH13      | 9.50                               |
| Một người phụ nữ bí ẩn ra tay phá hủy những lần tán tỉnh phụ nữ của Barney, khiến anh phải tìm ra cô trong danh sách 64 người phụ nữ đang có lý do để ghét anh. |                  |                           |               |                                          |                      |             |                                    |
| 59 | 15               | "The Chain of Screaming"  | Pamela Fryman | Carter Bays & Craig Thomas               | 14 tháng 4 năm 2008  | 3ALH15      | 7.99                               |
| Marshall khóc trước mặt sếp mình sau khi hắn ta mắng anh thậm tệ, khiến mọi người phải cho Marshall lời khuyên độc nhất của mình để chạm trán với sếp trong những trường hợp này. |                  |                           |               |                                          |                      |             |                                    |
| 60 | 16               | "Sandcastles in the Sand" | Pamela Fryman | Kourtney Kang                            | 21 tháng 4 năm 2008  | 3ALH16      | 8.45                               |
| Robin nuôi lại tình cảm cùng Simon (James Van Der Beek), người mà cô từng phải lòng thời niên thiếu, nhưng anh lại làm cô đau khổ lần nữa. Barney sử dụng phong cách độc nhất của mình để khiến cô cảm thấy tốt hơn. |                  |                           |               |                                          |                      |             |                                    |
| 61 | 17               | "The Goat"                | Pamela Fryman | Stephen Lloyd                            | 28 tháng 4 năm 2008  | 3ALH17      | 8.84                               |
| Sau khi qua đêm cùng Robin, Barney cảm thấy tội lỗi và thuê Marshall tìm cho được sơ hở của cuốn Bro Code để giữ lại tình bạn cùng Ted. Trong lúc đó, Lily quyết định giải cúu một con dê, trong khi mọi người đang suy nghĩ cho tiệc sinh nhật đặc biệt của Ted.                                                                  |                  |                           |               |                                          |                      |             |                                    |
| 62 | 18               | "Rebound Bro"             | Pamela Fryman | Jamie Rhonheimer                         | 5 tháng 5 năm 2008   | 3ALH18      | 8.36                               |
| Stella cuối cùng cũng sẵn sàng để tiến tới cùng Ted. Trong lúc đó, sau khi bị Ted giận dỗi, Barney đi tìm cho mình một "anh em yểm trợ" thay cho Ted, và phải miễn cưỡng nhận gã đồng nghiệp Randy (Will Forte) vào vị trí đó. |                  |                           |               |                                          |                      |             |                                    |
| 63 | 19               | "Everything Must Go"      | Pamela Fryman | Jonathan Groff & Chris Harris            | 12 tháng 5 năm 2008  | 3ALH19      | 8.93                               |
| Lily bị buộc phải bán những bức vẽ của mình để sửa ván lát nhà nơi căn hộ của họ. Barney cuối cùng cũng chạm trán cô gái bí ẩn cản đường mình và nhân cơ hội này để đá đểu Ted. |                  |                           |               |                                          |                      |             |                                    |
| 64 | 20               | "Miracles"                | Pamela Fryman | Carter Bays & Craig Thomas               | 19 tháng 5 năm 2008  | 3ALH20      | 7.99                               |
| Ted phải xem xét lại đời mình cùng mối quan hệ với Stella sau khi nhận được một cuộc gọi tử thần từ một vụ tai nạn. Marshall và Robin cãi nhau về sự tồn tại của phép thuật. |                  |                           |               |                                          |                      |             |                                    |

### Phần 4 (2008–09)
| Số tập tổng thể | Số tập theo phần | Tên tập phim                  | Đạo diễn      | Biên kịch                     | Ngày công chiếu      | Mã sản xuất | Khán giả Hoa Kỳ (theo triệu người) |
| --- | ---------------- | ----------------------------- | ------------- | ----------------------------- | -------------------- | ----------- | ---------------------------------- |
| 65 | 1                | "Do I Know You?"              | Pamela Fryman | Carter Bays & Craig Thomas    | 22 tháng 9 năm 2008  | 4ALH01      | 9.79                               |
| Khi Stella sắp đưa ra câu trả lời cho lời cầu hôn của Ted, Barney lại nhận ra mình có tình cảm với Robin. |                  |                               |               |                               |                      |             |                                    |
| 66 | 2                | "The Best Burger in New York" | Pamela Fryman | Carter Bays & Craig Thomas    | 29 tháng 9 năm 2008  | 4ALH02      | 8.72                               |
| Barney, Lily, Regis Philbin, Robin, Marshall và Ted phải đi tìm quán bán bánh kẹp mà Marshall đã ăn khi lần đầu đặt chân tới New York. |                  |                               |               |                               |                      |             |                                    |
| 67 | 3                | "I Heart NJ"                  | Pamela Fryman | Greg Malins                   | 6 tháng 10 năm 2008  | 4ALH04      | 8.97                               |
| Ted mời mọi người đến thăm nhà của Stella tại New Jersey. Stella khiến Ted phát hoảng khi thông báo muốn sống ổn định ở đó khi họ lấy nhau. |                  |                               |               |                               |                      |             |                                    |
| 68 | 4                | "Intervention"                | Michael Shea  | Stephen Lloyd                 | 13 tháng 10 năm 2008 | 4ALH03      | 9.25                               |
| Ted nài nỉ mọi người tổ chức buổi hội nghị của nhóm khi biết trước đó họ đã tổ chức một lần vì đám cưới của anh và Stella. |                  |                               |               |                               |                      |             |                                    |
| 69 | 5                | "Shelter Island"              | Pamela Fryman | Chris Harris                  | 20 tháng 10 năm 2008 | 4ALH05      | 9.45                               |
| Ted và Stella quyết định lấy nhau trong ba ngày tới. Nhưng khi ngày cưới đến cận kề, mọi chuyện lại không như họ mong muốn khi những người tình cũ của họ xuất hiện. |                  |                               |               |                               |                      |             |                                    |
| 70 | 6                | "Happily Ever After"          | Pamela Fryman | Jamie Rhonheimer              | 3 tháng 11 năm 2008  | 4ALH06      | 9.40                               |
| Khi Ted vô tình gặp lại ai đó từ quá khứ mà anh rất muốn quên, mọi người bắt đầu tự hỏi liệu mình có thể xử lý việc đó không, nếu điều đó diễn ra với họ. |                  |                               |               |                               |                      |             |                                    |
| 71 | 7                | "Not a Father's Day"          | Pamela Fryman | Robia Rashid                  | 10 tháng 11 năm 2008 | 4ALH07      | 9.79                               |
| Lily và Marshall nhìn về hai hướng khác nhau về việc họ có nên có con hay không khi Lily nhờ Ted và Marshall hỏi nhờ ý kiến của Robin. Barney thì sáng lập ra một ngày lễ riêng cho người đàn ông độc thân.                                                                         |                  |                               |               |                               |                      |             |                                    |
| 72 | 8                | "Woooo!"                      | Pamela Fryman | Carter Bays & Craig Thomas    | 17 tháng 11 năm 2008 | 4ALH09      | 9.99                               |
| Robin phải tham gia một bữa tiệc của một nhóm nữ độc thân tên là "Woo Girls" trong suy sụp. Trong khi đó, Barney nhận được ý kiến về một bản thiết kế cho một trụ sở làm việc mới từ Ted.                                                                                           |                  |                               |               |                               |                      |             |                                    |
| 73 | 9                | "The Naked Man"               | Pamela Fryman | Joe Kelly                     | 24 tháng 11 năm 2008 | 4ALH08      | 10.04                              |
| Ted bước vào căn hộ của mình và chứng kiến cảnh một người đàn ông khỏa thân đang ngồi lên ghế nhà mình. Anh cũng biết được kĩ thuật cách mạng hóa trong việc hẹn hò cùng với các bạn của mình.                                                                                      |                  |                               |               |                               |                      |             |                                    |
| 74 | 10               | "The Fight"                   | Pamela Fryman | Theresa Mulligan Rosenthal    | 8 tháng 12 năm 2008  | 4ALH10      | 10.49                              |
| Ted cố gắng chứng tỏ với các bạn mình không phải là một gã kém cỏi sau khi bị bỏ lại ở lễ đường. Trong lúc đó, Barney và Ted quyết định khơi mào một trận đánh nhau với gã đang ngồi chỗ yêu thích của họ để gây ấn tượng tới Robin, khi cô luôn bị hấp dẫn bởi những vụ đánh nhau. |                  |                               |               |                               |                      |             |                                    |
| 75 | 11               | "Little Minnesota"            | Pamela Fryman | Chuck Tatham                  | 15 tháng 12 năm 2008 | 4ALH12      | 11.44                              |
| Giáng Sinh đến và em gái của Ted đến thăm anh; trong lúc đó, Marshall giới thiệu Robin đến một quán rượu mới. |                  |                               |               |                               |                      |             |                                    |
| 76 | 12               | "Benefits"                    | Pamela Fryman | Kourtney Kang                 | 12 tháng 1 năm 2009  | 4ALH11      | 11.76                              |
| Khi Ted và Robin quyết định "vừa là bạn, vừa là bạn tình" cùng nhau để chấm dứt cuộc tranh chấp trong căn hộ, Barney phải cố gắng giải quyết những vấn đề để họ không phải ngủ với nhau nữa.                                                                                        |                  |                               |               |                               |                      |             |                                    |
| 77 | 13               | "Three Days of Snow"          | Pamela Fryman | Matt Kuhn                     | 19 tháng 1 năm 2009  | 4ALH13      | 10.69                              |
| Lily phải trở lại chuyến đi đến Seattle và chạm trán với một cơn bão tuyết, ngăn cô gặp Marshall. Trong lúc đó, Ted và Barney đề nghị muốn được trông coi quán rượu ở MacLaren khi Carl muốn đóng cửa sớm.                                                                          |                  |                               |               |                               |                      |             |                                    |
| 78 | 14               | "The Possimpible"             | Pamela Fryman | Jonathan Groff                | 2 tháng 2 năm 2009   | 4ALH14      | 10.30                              |
| Robin bỗng dưng biết được mình phải tìm cho được công việc trong vòng 7 ngày trước khi bị trục xuất về Canada và đồng ý thực hiện một video cùng với sự giúp đỡ của Barney. |                  |                               |               |                               |                      |             |                                    |
| 79 | 15               | "The Stinsons"                | Pamela Fryman | Carter Bays & Craig Thomas    | 2 tháng 3 năm 2009   | 4ALH15      | 11.08                              |
| Cả bọn đặt nghi vấn Barney có bạn gái sau khi anh đột ngột rời khỏi quán MacLaren's và biết được anh có vợ và con trai. |                  |                               |               |                               |                      |             |                                    |
| 80 | 16               | "Sorry, Bro"                  | Pamela Fryman | Craig Gerard & Matthew Zinman | 9 tháng 3 năm 2009   | 4ALH16      | 8.51                               |
| Khi Lily và Marshall biết được cô bạn gái thời đại học của Ted, Karen (Laura Prepon), người mà họ vô cùng ghét, chuyển đến New York, họ cố gắng thuyết phục anh không nên liên lạc với cô ta.                                                                                       |                  |                               |               |                               |                      |             |                                    |
| 81 | 17               | "The Front Porch"             | Rob Greenberg | Chris Harris                  | 16 tháng 3 năm 2009  | 4ALH17      | 9.29                               |
| Khi Karen tìm được một chiếc bông tai trên giường của Ted, anh biết được đó chính là âm mưu của Lily và đây không là lần đầu tiên mà cô chia rẽ những mối quan hệ của anh. |                  |                               |               |                               |                      |             |                                    |
| 82 | 18               | "Old King Clancy"             | Pamela Fryman | Jamie Rhonheimer              | 23 tháng 3 năm 2009  | 4ALH19      | 7.36                               |
| Để giấu Ted biết được việc anh mất một công việc quan trọng, Marshall và Barney tạo ra một màn kịch tinh vi để che mắt anh. |                  |                               |               |                               |                      |             |                                    |
| 83 | 19               | "Murtaugh"                    | Pamela Fryman | Joe Kelly                     | 30 tháng 3 năm 2009  | 4ALH18      | 9.20                               |
| Khi Barney biết được Ted có một danh sách mà anh nghĩ cả bọn đã quá tuổi để làm, anh lập một danh sách để làm trong vòng 24 tiếng đồng hồ để chứng minh rằng Ted sai. |                  |                               |               |                               |                      |             |                                    |
| 84 | 20               | "Mosbius Designs"             | Pamela Fryman | Kourtney Kang                 | 13 tháng 4 năm 2009  | 4ALH20      | 9.56                               |
| Khi Ted bị mất việc làm và quyết định tự mình lập một hãng thiết kế, anh thuê một thực tập sinh để giúp h thực hiện nó. Trong lúc đó, Marshall cố gắng khiến mình trở nên có giá trị hơn trong công việc.                                                                           |                  |                               |               |                               |                      |             |                                    |
| 85 | 21               | "The Three Days Rule"         | Pamela Fryman | Greg Malins                   | 27 tháng 4 năm 2009  | 4ALH22      | 8.87                               |
| Khi Ted phá vỡ luật "phải để ba ngày" của Barney và Marshall bằng việc "nhắn tin" mùi mẫn với một cô gái mà anh vừa mới gặp, cả hai đã giả dạng là cô gái ấy để lừa anh. |                  |                               |               |                               |                      |             |                                    |
| 86 | 22               | "Right Place, Right Time"     | Pamela Fryman | Stephen Lloyd                 | 4 tháng 5 năm 2009   | 4ALH21      | 8.89                               |
| Ted giải thích cho các con trong tương lai của mình nghe tính quan trọng của việc mình đang ở đúng nơi và đúng lúc như thế nào. Trong lúc đó, Barney tổ chức kỉ niệm lần tán tỉnh thứ 200 của mình.                                                                                 |                  |                               |               |                               |                      |             |                                    |
| 87 | 23               | "As Fast as She Can"          | Pamela Fryman | Carter Bays & Craig Thomas    | 11 tháng 5 năm 2009  | 4ALH23      | 8.70                               |
| Tony, hôn phu của Stella, cố dập tắt suy nghĩ của mình vì đã "phá hỏng cuộc đời của Ted" bằng cách tìm cho Ted một công việc. |                  |                               |               |                               |                      |             |                                    |
| 88 | 24               | "The Leap"                    | Pamela Fryman | Carter Bays & Craig Thomas    | 18 tháng 5 năm 2009  | 4ALH24      | 8.73                               |
| Ted cố gắng làm việc cả đêm khiến Marshall phải lừa anh lên trên tầng thượng để tham gia bữa tiệc sinh nhật lần thứ 31. Robin cũng biết được tình cảm mà Barney giấu diếm mình bấy lâu.                                                                                             |                  |                               |               |                               |                      |             |                                    |

### Phần 5 (2009–10)
| Số tập tổng thể | Số tập theo phần | Tên tập phim                         | Đạo diễn            | Biên kịch                     | Ngày công chiếu      | Mã sản xuất | Khán giả Hoa Kỳ (theo triệu người) |
| --- | ---------------- | ------------------------------------ | ------------------- | ----------------------------- | -------------------- | ----------- | ---------------------------------- |
| 89 | 1                | "Definitions"                        | Pamela Fryman       | Carter Bays & Craig Thomas    | 21 tháng 9 năm 2009  | 5ALH01      | 9.09                               |
| Khi mọi người biết được Barney và Robin đang do dự trước tình cảm của mình, Lily ép họ phải chạm trán với nỗi sợ lớn nhất khi trở thành người yêu của nhau. Trong khi đó, Ted đang lo lắng về bài giảng đầu tiên của mình.                                                                                                   |                  |                                      |                     |                               |                      |             |                                    |
| 90 | 2                | "Double Date"                        | Pamela Fryman       | Matt Kuhn                     | 28 tháng 9 năm 2009  | 5ALH02      | 8.73                               |
| Ted khám phá ra mình được sắp đặt trước với cùng một người phụ nữ vào bảy năm trước. Trong lúc đó, mọi người đang đến câu lạc bộ thoát y để theo dõi một vũ công giống hệt Lily. |                  |                                      |                     |                               |                      |             |                                    |
| 91 | 3                | "Robin 101"                          | Pamela Fryman       | Carter Bays & Craig Thomas    | 5 tháng 10 năm 2009  | 5ALH03      | 8.23                               |
| Khi Robin sợ rằng Barney đang gian dối cô, cô biết được anh đang có những đêm cùng với Ted để học hỏi mọi điều về việc hẹn hò cô. |                  |                                      |                     |                               |                      |             |                                    |
| 92 | 4                | "The Sexless Innkeeper"              | Pamela Fryman       | Kourtney Kang                 | 12 tháng 10 năm 2009 | 5ALH04      | 8.56                               |
| Marshall và Lily liều lĩnh có một lần hẹn đôi cùng Barney và Robin. Một cô gái ngủ lại tại căn hộ của Ted sau khi gặp anh tại quán rượu. |                  |                                      |                     |                               |                      |             |                                    |
| 93 | 5                | "Duel Citizenship"                   | Pamela Fryman       | Chuck Tatham                  | 19 tháng 10 năm 2009 | 5ALH05      | 8.07                               |
| Ted hứa đi cùng Marshall đến quán pizza ưa thích của họ tại Chicago để hồi tưởng lại những ngày độc thân của họ, nhưng Lily lại tham gia chuyến đi và làm hỏng thời khắc "huynh đệ" của cả hai. Barney đang cố gắng huấn luyện Robin cho bài kiểm tra nhập quốc tịch Mỹ, nhưng tính chất của người Canada của cô vẫn còn đó. |                  |                                      |                     |                               |                      |             |                                    |
| 94 | 6                | "Bagpipes"                           | Pamela Fryman       | Robia Rashid                  | 2 tháng 11 năm 2009  | 5ALH06      | 8.82                               |
| Barney, với ý nghĩ mình và Robin là một cặp hoàn hảo, cho Marshall một lời khuyên sai lầm. Ted và Robin phải hứng chịu những người hàng xóm ồn ào. |                  |                                      |                     |                               |                      |             |                                    |
| 95 | 7                | "The Rough Patch"                    | Pamela Fryman       | Chris Harris                  | 9 tháng 11 năm 2009  | 5ALH07      | 8.82                               |
| Ted và Marshall quyết định chia rẽ Barney và Robin, nhưng khi kế hoạch của họ thất bại, họ nhờ đến Lily và đã nghĩ ra vài cách để chia rẽ họ. |                  |                                      |                     |                               |                      |             |                                    |
| 96 | 8                | "The Playbook"                       | Pamela Fryman       | Carter Bays & Craig Thomas    | 16 tháng 11 năm 2009 | 5ALH08      | 8.44                               |
| Barney trổ hết những màn tuyệt nhất của mình để trở lại thời gian hẹn hò sau khi anh và Robin chia tay. |                  |                                      |                     |                               |                      |             |                                    |
| 97 | 9                | "Slapsgiving 2: Revenge of the Slap" | Pamela Fryman       | Jamie Rhonheimer              | 23 tháng 11 năm 2009 | 5ALH09      | 8.75                               |
| Mọi người cùng nhau ăn mừng lễ Phục Sinh năm đó cùng người cha ghẻ lạnh của Lily, Mickey (Chris Elliott), người mà cô chưa từng nói chuyện trong nhiều năm. Ted và Robin đang giành cơ hội để dùng cú tát thứ tư của Marshall trong trò Cá tát với Barney.                                                                   |                  |                                      |                     |                               |                      |             |                                    |
| 98 | 10               | "The Window"                         | Pamela Fryman       | Joe Kelly                     | 7 tháng 12 năm 2009  | 5ALH11      | 8.79                               |
| Maggie (Joanna Garcia), một cô gái hiền lành mà Ted luôn muốn hẹn hò với cô suốt mấy năm, bỗng nhiên chia tay cùng với người bạn trai mới nhất của mình, khiến mọi người và Ted phải đấu tranh để ghi điểm cùng cô. |                  |                                      |                     |                               |                      |             |                                    |
| 99 | 11               | "Last Cigarette Ever"                | Pamela Fryman       | Theresa Mulligan Rosenthal    | 14 tháng 12 năm 2009 | 5ALH10      | 9.65                               |
| Marshall lại hút thuốc lần nữa và lần này, Lily, Ted, Robin và Barney cũng nhập cuộc. |                  |                                      |                     |                               |                      |             |                                    |
| 100 | 12               | "Girls Versus Suits"                 | Pamela Fryman       | Carter Bays & Craig Thomas    | 11 tháng 1 năm 2010  | 5ALH12      | 9.78                               |
| Ted gặp Cindy (Rachel Bilson), cô sinh viên gần tuổi anh và vô tình là bạn cùng phòng với vợ tương lai của mình. Barney trong lúc đó đang cố cưa cẩm cô phục vụ nóng bỏng (Stacy Keibler), người luôn ghét những gã mặc com-lê như Barney.                                                                                   |                  |                                      |                     |                               |                      |             |                                    |
| 101 | 13               | "Jenkins"                            | Neil Patrick Harris | Greg Malins                   | 18 tháng 1 năm 2010  | 5ALH13      | 10.52                              |
| Marshall cảm thấy bối rối khi Lily không tin một trong những cô bạn thời đại học của anh (Amanda Peet) hôn anh. |                  |                                      |                     |                               |                      |             |                                    |
| 102 | 14               | "Perfect Week"                       | Pamela Fryman       | Craig Gerard & Matthew Zinman | 1 tháng 2 năm 2010   | 5ALH14      | 9.28                               |
| Barney đang cố gắng tận hưởng một tuần hoàn hảo: 7 ngày tán tỉnh 7 cô gái và không thua lần nào, nhưng một tai nạn ập đến đã khiến anh thay đổi quan niệm sống của mình. |                  |                                      |                     |                               |                      |             |                                    |
| 103 | 15               | "Rabbit or Duck"                     | Pamela Fryman       | Carter Bays & Craig Thomas    | 8 tháng 2 năm 2010   | 5ALH15      | 10.00                              |
| Ted từ bỏ chuyện tìm bạn tình cho lễ Tình nhân, cho phép Lily và Marshall "sắp đặt" một cô gái cho anh; Robin ngốc nghếch nhận lời đến dự buổi tiệc lễ Tình nhân từ anh bạn đồng nghiệp, Don Frank. Barney có cho mình một chiếc điện thoại 'thần kì' nhưng không thể ngừng trả lời nó.                                      |                  |                                      |                     |                               |                      |             |                                    |
| 104 | 16               | "Hooked"                             | Pamela Fryman       | Kourtney Kang                 | 1 tháng 3 năm 2010   | 5ALH16      | 10.37                              |
| Mọi người bàn cãi về những kinh nghiệm bản thân khi một người phụ nữ trẻ đẹp điêu đứng trước Ted, nhưng lại giữ anh làm kế hoạch phòng bị, trong khi cô đang theo đuổi một anh bạn trai mơ ước của mình. |                  |                                      |                     |                               |                      |             |                                    |
| 105 | 17               | "Of Course"                          | Pamela Fryman       | Matt Kuhn                     | 8 tháng 3 năm 2010   | 5ALH18      | 10.06                              |
| Robin dự định quay lại với Barney khi anh không còn nhạy cảm kể từ lần chia tay của họ và thuê một tác giả tên Anita (Jennifer Lopez) để giúp cô. |                  |                                      |                     |                               |                      |             |                                    |
| 106 | 18               | "Say Cheese"                         | Pamela Fryman       | Robia Rashid                  | 22 tháng 3 năm 2010  | 5ALH17      | 8.37                               |
| Trong lần sinh nhật thứ 32 của Lily, Marshall đã sắp đặt cẩn thận. Ted phá hỏng tất cả khi dắt theo một kẻ lạ mặt đến lần ăn mừng thân tình hôm ấy, khiến Lily phải mang cuốn album ảnh ra và kể về những chuyện tình ngắn ngủi trước đây của Ted. Robin phải cố bắt được lúc Barney đang trong tư thế xấu để chụp ảnh.      |                  |                                      |                     |                               |                      |             |                                    |
| 107 | 19               | "Zoo or False"                       | Pamela Fryman       | Stephen Lloyd                 | 12 tháng 4 năm 2010  | 5ALH22      | 6.88                               |
| Marshall khiến Lily nghĩ có một cây súng là giải pháp để họ giữ an toàn, khiến anh phải cố gắng ngăn cản cô bằng nhiều cách. |                  |                                      |                     |                               |                      |             |                                    |
| 108 | 20               | "Home Wreckers"                      | Pamela Fryman       | Chris Harris                  | 19 tháng 4 năm 2010  | 5ALH20      | 7.71                               |
| Ted bất ngờ mua một căn nhà cũ kĩ sau đám cưới của mẹ mình. |                  |                                      |                     |                               |                      |             |                                    |
| 109 | 21               | "Twin Beds"                          | Pamela Fryman       | Theresa Mulligan Rosenthal    | 3 tháng 5 năm 2010   | 5ALH19      | 7.70                               |
| Cả Ted và Barney đều đang làm hại mối quan hệ mới của Robin. Trong lúc đó, sau khi dành ra cả tuần ngủ trên chiếc giường đôi, Marshall và Lily đã quyết định sẽ đặt một bộ giường đôi ở nhà. |                  |                                      |                     |                               |                      |             |                                    |
| 110 | 22               | "Robots Versus Wrestlers"            | Rob Greenberg       | Jamie Rhonheimer              | 10 tháng 5 năm 2010  | 5ALH21      | 8.16                               |
| Tham gia một đêm dạ tiệc của những người cao sang đã khiến Ted khoe khoan về kiến thức kiến trúc của mình. Barney, Marshall, và Lily thì đi dự sự kiện Robot đấu với Đô vật. Marshall và Lily đã thỏa thuận bí mật với nhau sẽ cố gắng có em bé khi họ thấy kẻ giống hệt Barney.                                             |                  |                                      |                     |                               |                      |             |                                    |
| 111 | 23               | "The Wedding Bride"                  | Pamela Fryman       | Stephen Lloyd                 | 17 tháng 5 năm 2010  | 5ALH24      | 7.69                               |
| Ted dắt bạn gái mình, Royce (Judy Greer), xem bộ phim ăn khách mới toanh, The Wedding Bride. Tuy nhiên, anh nhận ra bộ phim hoàn toàn giống với chuyện tình cảm của anh và Stella, đặc biệt là khi bộ phim này do chính hôn phu của Stella, Tony, viết kịch bản cho bộ phim.                                                 |                  |                                      |                     |                               |                      |             |                                    |
| 112 | 24               | "Doppelgangers"                      | Pamela Fryman       | Carter Bays & Craig Thomas    | 24 tháng 5 năm 2010  | 5ALH23      | 8.18                               |
| Lily và Marshall phải quyết định một cách khó khăn sau khi thấy kẻ giống hệt Barney. Robin cuối cùng cũng nhận được cơ hội làm công việc mà cô yêu thích. |                  |                                      |                     |                               |                      |             |                                    |

### Phần 6 (2010–11)
| Số tập tổng thể | Số tập theo phần | Tên tập phim                 | Đạo diễn      | Biên kịch                     | Ngày công chiếu      | Mã sản xuất | Khán giả Hoa Kỳ (theo triệu người) |
| --- | ---------------- | ---------------------------- | ------------- | ----------------------------- | -------------------- | ----------- | ---------------------------------- |
| 113 | 1                | "Big Days"                   | Pamela Fryman | Carter Bays & Craig Thomas    | 20 tháng 9 năm 2010  | 6ALH01      | 8.79                               |
| Ted và Barney cãi nhau về một cô gái ở quán rượu, trong khi việc gần gũi cùng bố mình của Marshall và khát khao tạo dựng một gia đình khiến anh gặp rắc rối với Lily. |                  |                              |               |                               |                      |             |                                    |
| 114 | 2                | "Cleaning House"             | Pamela Fryman | Stephen Lloyd                 | 27 tháng 9 năm 2010  | 6ALH02      | 9.00                               |
| Mọi người đến giúp mẹ của Barney dọn nhà, nhưng khám phá được nhiều bí ẩn về anh. Trong lúc đó, Ted nổi giận khi Robin tâng bốc quá đáng về anh với cô gái mà anh sắp hẹn hò. |                  |                              |               |                               |                      |             |                                    |
| 115 | 3                | "Unfinished"                 | Pamela Fryman | Jamie Rhonheimer              | 4 tháng 10 năm 2010  | 6ALH03      | 8.60                               |
| Goliath National Bank mở lại dự án thiết kế cho trụ sở làm việc của họ nhưng Ted lại không muốn tham gia, khiến Barney phải thuyết phục anh hãy cho dự án này một cơ hội thứ hai. |                  |                              |               |                               |                      |             |                                    |
| 116 | 4                | "Subway Wars"                | Pamela Fryman | Chris Harris                  | 11 tháng 10 năm 2010 | 6ALH04      | 8.48                               |
| Robin thuyết phục mọi người việc đã là một người dân New York "chính gốc", cho dù bọn họ cứ đùa cợt về quê nhà Canada của cô. Sau đó, họ đến tìm gặp Woody Allen khi ông đến một nhà hàng trong khu phố. |                  |                              |               |                               |                      |             |                                    |
| 117 | 5                | "Architect of Destruction"   | Pamela Fryman | Carter Bays & Craig Thomas    | 18 tháng 10 năm 2010 | 6ALH05      | 8.05                               |
| Ted gặp một cô gái tuyệt đẹp tên là Zoey (Jennifer Morrison) khi cô giận dữ về tòa nhà cổ kính sẽ bị xóa bỏ để xây trụ sở cho GNB mà anh đang thiết kế. |                  |                              |               |                               |                      |             |                                    |
| 118 | 6                | "Baby Talk"                  | Pamela Fryman | Joe Kelly                     | 25 tháng 10 năm 2010 | 6ALH07      | 8.29                               |
| Marshall và Lily tranh cãi nhau về việc đặt tên cho con mình. Sự thất vọng của Robin cùng với cô đồng nghiệp Becky vẫn tiếp tục lớn lên. |                  |                              |               |                               |                      |             |                                    |
| 119 | 7                | "Canning Randy"              | Pamela Fryman | Chuck Tatham                  | 1 tháng 11 năm 2010  | 6ALH06      | 8.88                               |
| Zoey tham gia lớp học của Ted và giành được ưu thế trong cuộc tranh đấu bảo vệ khách sạn. Ted, Marshall và Barney lột trần sự thật của Robin trong lễ Halloween năm đó. |                  |                              |               |                               |                      |             |                                    |
| 120 | 8                | "Natural History"            | Pamela Fryman | Carter Bays & Craig Thomas    | 8 tháng 11 năm 2010  | 6ALH09      | 8.87                               |
| Khi mọi người đến một sự kiện trang trọng của Bảo Tàng Lịch sử Tự Nhiên, Ted được giới thiệu với chồng của Zoey, The Captain. Barney và Robin thách thức nhau phá vỡ những điều luật của bảo tàng. |                  |                              |               |                               |                      |             |                                    |
| 121 | 9                | "Glitter"                    | Pamela Fryman | Kourtney Kang                 | 15 tháng 11 năm 2010 | 6ALH08      | 8.87                               |
| Mọi người có dịp được biết về Jessica Glitter (Nicole Scherzinger), một người bạn của Robin Sparkles thời còn là ngôi sao nhạc pop, nhờ vào đoạn băng mới mà Barney khám phá được trong một chương trình dành cho trẻ em tại Canada.                                                                                                  |                  |                              |               |                               |                      |             |                                    |
| 122 | 10               | "Blitzgiving"                | Pamela Fryman | Theresa Mulligan Rosenthal    | 22 tháng 11 năm 2010 | 6ALH10      | 8.73                               |
| Một người bạn học cũ từ hồi đại học (Jorge Garcia) tham dự tiệc ăn mừng lễ Tạ ơn cùng Lily, Robin, Marshall và Barney. Ted, người nấu bữa ăn cho mọi người, gặp phải nhiều rắc rối cùng Zoey. |                  |                              |               |                               |                      |             |                                    |
| 123 | 11               | "The Mermaid Theory"         | Pamela Fryman | Robia Rashid                  | 6 tháng 12 năm 2010  | 6ALH11      | 9.26                               |
| Khi tình bạn mới của Ted và Zoey đang bị thử thách với một học thuyết cho rằng đàn ông độc thân và phụ nữ đã có chồng không thể là bạn với nhau, anh đã mời chồng cô ấy đi chơi cùng với họ. Trong lúc đó, Marshall và Robin quyết định sẽ dành thời gian cho nhau nhiều hơn, Barney và Lily khơi mào một cuộc cãi nhau.              |                  |                              |               |                               |                      |             |                                    |
| 124 | 12               | "False Positive"             | Pamela Fryman | Craig Gerard & Matthew Zinman | 13 tháng 12 năm 2010 | 6ALH12      | 9.70                               |
| Sau khi nghe được tin Lily có thai, mọi người đều suy nghĩ lại cuộc sống của mình. Khi Robin nhận được một công việc mới, Barney lại đang cố gắng tận hưởng không khí Giáng sinh. |                  |                              |               |                               |                      |             |                                    |
| 125 | 13               | "Bad News"                   | Pamela Fryman | Jennifer Hendriks             | 3 tháng 1 năm 2011   | 6ALH13      | 10.15                              |
| Sau khi bị báo động nhầm, Marshall và Lily lo sợ mình không bao giờ có con được và kết cục đều có tin tốt lẫn tin xấu. |                  |                              |               |                               |                      |             |                                    |
| 126 | 14               | "Last Words"                 | Pamela Fryman | Carter Bays & Craig Thomas    | 17 tháng 1 năm 2011  | 6ALH14      | 10.54                              |
| Mọi người thu xếp đi cùng Marshall về Minnesota sau khi nhận được tin dữ về bố anh. Trải nghiệm của Marshall tác động lên mọi người, khiến Barney phải tìm đến cha mình. |                  |                              |               |                               |                      |             |                                    |
| 127 | 15               | "Oh Honey"                   | Pamela Fryman | Carter Bays & Craig Thomas    | 7 tháng 2 năm 2011   | 6ALH15      | 10.00                              |
| Barney cởi mở về mình và cha mình cho cô em họ của Zoey, Honey (Katy Perry). Ted, người mà Zoey cố gán ghép cùng Honey, thừa nhận tình cảm của mình cho Zoey với mọi người. |                  |                              |               |                               |                      |             |                                    |
| 128 | 16               | "Desperation Day"            | Pamela Fryman | Tami Sagher                   | 14 tháng 2 năm 2011  | 6ALH16      | 9.51                               |
| Mọi người cố gắng quyết định kế hoạch cho ngày lễ Tình nhân trong ít hơn 24 tiếng. Lily phải đối mặt với việc phải xa Marshall trong ngày này, Robin trải qua ngày lễ cùng với đồng nghiệp của mình, trong khi Barney đang cố gắng tán tỉnh thêm phụ nữ trong dịp này.                                                                |                  |                              |               |                               |                      |             |                                    |
| 129 | 17               | "Garbage Island"             | Michael Shea  | Tom Ruprecht                  | 21 tháng 2 năm 2011  | 6ALH17      | 9.33                               |
| Marshall trở nên ám ảnh với việc bảo vệ môi trường, trong khi The Captain đã trở lại. |                  |                              |               |                               |                      |             |                                    |
| 130 | 18               | "A Change of Heart"          | Pamela Fryman | Matt Kuhn                     | 28 tháng 2 năm 2011  | 6ALH19      | 9.24                               |
| Barney nhận ra mình có tình cảm với Nora (Nazanin Boniadi) và nghĩ mình có gì đó không bình thường. Robin hẹn hò với một gã cư xử như một chú cún. |                  |                              |               |                               |                      |             |                                    |
| 131 | 19               | "Legendaddy"                 | Pamela Fryman | Dan Gregor & Doug Mand        | 21 tháng 3 năm 2011  | 6ALH18      | 8.03                               |
| Barney và bố anh, Jerome Whittaker, lần đầu đối diện nhau như là cha con. Mọi người lại đang vật lộn với những vấn đề khác nhau. |                  |                              |               |                               |                      |             |                                    |
| 132 | 20               | "The Exploding Meatball Sub" | Pamela Fryman | Stephen Lloyd                 | 11 tháng 4 năm 2011  | 6ALH20      | 6.87                               |
| Marshall cuối cùng cũng rời GNB để gia nhập vào một tổ chức môi trường. Dự án về tòa nhà GNB có diễn biến mới, khiến chuyện của Ted và Zoey lại càng khó khăn thêm. |                  |                              |               |                               |                      |             |                                    |
| 133 | 21               | "Hopeless"                   | Pamela Fryman | Chris Harris                  | 18 tháng 4 năm 2011  | 6ALH22      | 6.49                               |
| Để gắn bó với cha mình, Barney nhờ mọi người kể lại câu chuyện của mình bằng việc thêm thắt những chi tiết giả trong cuộc sống của họ. Robin gặp lại một anh chàng mà cô có cảm tình từ hồi cô và Ted đang hẹn hò. |                  |                              |               |                               |                      |             |                                    |
| 134 | 22               | "The Perfect Cocktail"       | Pamela Fryman | Joe Kelly                     | 2 tháng 5 năm 2011   | 6ALH21      | 6.77                               |
| Marshall và Barney bắt đầu cãi nhau về dự án GNB, khiến Robin và Lily phải xử lý họ bằng những li rượu. Ted vạch sẵn kế hoạch cho một cuối tuần lãng mạn cùng Zoey. |                  |                              |               |                               |                      |             |                                    |
| 135 | 23               | "Landmarks"                  | Pamela Fryman | Carter Bays & Craig Thomas    | 9 tháng 5 năm 2011   | 6ALH24      | 6.41                               |
| Mọi người cuối cùng cũng nói cho Ted biết suy nghĩ về Zoey, khiến anh phải đưa ra một quyết định vô cùng quan trọng. |                  |                              |               |                               |                      |             |                                    |
| 136 | 24               | "Challenge Accepted"         | Pamela Fryman | Carter Bays & Craig Thomas    | 16 tháng 5 năm 2011  | 6ALH23      | 7.15                               |
| Khi Robin và Barney đang can thiệp vào tình cảm của Ted, mọi chuyện lại trở nên phức tạp hơn khi Barney lại gặp Nora lần nữa. Một sự kiện đã khiến Marshall nghĩ mình lại bị ngộ độc thức ăn ngay trong lần phỏng vấn xin việc quan trọng, trong khi Ted được tiết lộ sẽ là phù rể trong một đám cưới rất quan trọng trong tương lai. |                  |                              |               |                               |                      |             |                                    |

### Phần 7 (2011–12)
| Số tập tổng thể | Số tập theo phần | Tên tập phim                  | Đạo diễn      | Biên kịch                     | Ngày công chiếu      | Mã sản xuất | Khán giả Hoa Kỳ (theo triệu người) |
| --- | ---------------- | ----------------------------- | ------------- | ----------------------------- | -------------------- | ----------- | ---------------------------------- |
| 137 | 1                | "The Best Man"                | Pamela Fryman | Carter Bays & Craig Thomas    | 19 tháng 9 năm 2011  | 7ALH01      | 11.00                              |
| Trong khi Barney đang chuẩn bị cho lễ cưới của mình, anh và Ted hồi tưởng lại đám cưới của Punchy, khi suýt bị phá hỏng bởi Marshall. Robin đang cân nhắc việc mình có nên thổ lộ với Barney tình cảm của mình hay không, cho đến khi Barney nhận được cuộc gọi của Nora. |                  |                               |               |                               |                      |             |                                    |
| 138 | 2                | "The Naked Truth"             | Pamela Fryman | Stephen Lloyd                 | 19 tháng 9 năm 2011  | 7ALH02      | 12.22                              |
| Marshall cuối cùng cũng được nhận công việc mơ ước của mình, trong lúc đó, Barney đang cố gắng chứng tỏ với Nora mình thật sự đáng tin. |                  |                               |               |                               |                      |             |                                    |
| 139 | 3                | "Ducky Tie"                   | Rob Greenberg | Carter Bays & Craig Thomas    | 26 tháng 9 năm 2011  | 7ALH03      | 10.50                              |
| Ted vô tình gặp được cô bạn gái cũ của mình, Victoria, và cố gắng làm lành với cô. Cô tiết lộ mình đã đính hôn với một người đàn ông gặp ở Đức. Marshall và Lily cá cược với nhau nếu họ có thể ép Barney mang chiếc cà vạt hình vịt. |                  |                               |               |                               |                      |             |                                    |
| 140 | 4                | "The Stinson Missile Crisis"  | Pamela Fryman | Kourtney Kang                 | 3 tháng 10 năm 2011  | 7ALH04      | 10.39                              |
| Robin bị buộc phải đi tâm lý trị liệu sau khi hành hung một cô gái chuẩn bị phá hỏng chuyện giữa Barney và Nora. Robin sau đó bị quyến rũ bởi anh chàng bác sĩ trị liệu của mình. Ted cũng có liên quan đến việc mang thai của Lily. |                  |                               |               |                               |                      |             |                                    |
| 141 | 5                | "Field Trip"                  | Pamela Fryman | Jamie Rhonheimer              | 10 tháng 10 năm 2011 | 7ALH06      | 8.89                               |
| Ted dắt cả lớp mình đi thực tập và Barney cũng có theo cùng. Trong lúc đó, Marshall bắt đầu được giao đảm nhận trọng trách lớn từ ông chủ của mình. |                  |                               |               |                               |                      |             |                                    |
| 142 | 6                | "Mystery vs. History"         | Pamela Fryman | Chuck Tatham                  | 17 tháng 10 năm 2011 | 7ALH05      | 9.81                               |
| Mọi người can thiệp vào chuyện của Ted khi anh từ chối truy tìm thông tin trên mạng về cô gái mà anh sắp sửa hẹn hò. Trong lúc đó, Marshall và Lily quyết định không nên biết trước giới tính của đứa bé của họ, nhưng Barney khiến họ đổi ý trong lúc sơn phòng mới cho em bé cùng bạn trai của Robin, Kevin.                                                                                      |                  |                               |               |                               |                      |             |                                    |
| 143 | 7                | "Noretta"                     | Pamela Fryman | Matt Kuhn                     | 24 tháng 10 năm 2011 | 7ALH07      | 9.87                               |
| Kevin giúp mọi người nhận ra việc người yêu của họ đều gợi nhớ về một phần tính cách của bố mẹ họ, khiến cho Marshall và Lily xấu hổ và chán chường. Trong lúc đó, kế hoạch cho một đêm lãng mạn của Barney và Nora bị phá hỏng bằng một loạt những sự kiện kinh khủng. |                  |                               |               |                               |                      |             |                                    |
| 144 | 8                | "The Slutty Pumpkin Returns"  | Pamela Fryman | Tami Sagher                   | 31 tháng 10 năm 2011 | 7ALH08      | 10.49                              |
| Ted may mắn gặp lại "Cô bí ngô lẳng lơ" (Katie Holmes), nhưng sau đó nhận ra cô không phải là "một nửa" của mình và thật ra không giống anh chút nào. Barney biết được mình có một phần là người Canada. |                  |                               |               |                               |                      |             |                                    |
| 145 | 9                | "Disaster Averted"            | Michael Shea  | Robia Rashid                  | 7 tháng 11 năm 2011  | 7ALH09      | 10.28                              |
| Trong khi mọi người đang hồi tưởng lại cơn bão Irene, Barney đang cố gắng can thiệp vào Marshall và Lily để thoát khỏi chiếc cà vạt vịt. |                  |                               |               |                               |                      |             |                                    |
| 146 | 10               | "Tick Tick Tick…"             | Pamela Fryman | Chris Harris                  | 14 tháng 11 năm 2011 | 7ALH10      | 10.42                              |
| Barney và Robin giấu việc lén lút cùng nhau với người yêu của mình. Barney sau đó thú nhận mình còn yêu Robin và chia tay với Nora. Ted, Lily và Marshall tham dự một đêm nhạc hội. |                  |                               |               |                               |                      |             |                                    |
| 147 | 11               | "The Rebound Girl"            | Pamela Fryman | Carter Bays & Craig Thomas    | 21 tháng 11 năm 2011 | 7ALH11      | 10.01                              |
| Trong ngày Lễ tạ ơn, Ted và Barney cùng nhau bàn về một quyết định có thể thay đổi cả đời người, khi nhận nuôi một đứa trẻ. Barney sau đó đánh cắp bé gái của anh trai James của mình. Robin cố gắng ngăn cản Marshall và Lily chuyển về Long Island để tạo dựng gia đình. Robin sau đó tiết lộ một sự thật bất ngờ cho Barney.                                                                     |                  |                               |               |                               |                      |             |                                    |
| 148 | 12               | "Symphony of Illumination"    | Pamela Fryman | Joe Kelly                     | 5 tháng 12 năm 2011  | 7ALH12      | 11.51                              |
| Robin nhận được tin dữ rằng mình không thể có con và quyết định giấu chuyện này với mọi người. Marshall bị cô lập trên mái nhà ở ngoài ngoại ô và bị một đứa trẻ thiếu niên chơi khăm. |                  |                               |               |                               |                      |             |                                    |
| 149 | 13               | "Tailgate"                    | Pamela Fryman | Carter Bays & Craig Thomas    | 2 tháng 1 năm 2012   | 7ALH13      | 10.14                              |
| Marshall đến thăm mộ cha mình và vẫn tiếp tục truyền thống cũ của gia đình mình. Barney và Ted bắt đầu mở một quán rượu mới và sự nghiệp của Robin mở sang một hướng tích cực mới. |                  |                               |               |                               |                      |             |                                    |
| 150 | 14               | "46 Minutes"                  | Pamela Fryman | Dan Gregor & Doug Mand        | 16 tháng 1 năm 2012  | 7ALH14      | 10.08                              |
| Marshall và Lily dọn về Long Island và cha của Lily không ngừng làm phiền họ về ngôi nhà này. Barney sau đó khẳng định mình là "Đội trưởng mới của mọi người" vì Lily giờ không còn ở đó để làm chủ nữa. |                  |                               |               |                               |                      |             |                                    |
| 151 | 15               | "The Burning Beekeeper"       | Pamela Fryman | Carter Bays & Craig Thomas    | 6 tháng 2 năm 2012   | 7ALH17      | 9.98                               |
| Lily và Marshall tổ chức một bữa tiệc, nơi mà mọi thứ trở nên kì cục. |                  |                               |               |                               |                      |             |                                    |
| 152 | 16               | "The Drunk Train"             | Pamela Fryman | Craig Gerard & Matthew Zinman | 13 tháng 2 năm 2012  | 7ALH16      | 9.01                               |
| Lily và Marshall mời Robin và Kevin trong một chuyến đi nhân ngày lễ Tình nhân. Barney nhận ra mình gặp được một nửa của mình. |                  |                               |               |                               |                      |             |                                    |
| 153 | 17               | "No Pressure"                 | Pamela Fryman | George Sloan                  | 20 tháng 2 năm 2012  | 7ALH15      | 9.68                               |
| Sau khi Kevin chia tay với Robin, Ted thú nhận mình còn tình cảm với cô. Barney tìm được một thứ gì đó riêng tư của Marshall và Lily. Marshall nói chuyện với Robin và khiến anh cảm thấy Ted yêu cô rất nhiều. |                  |                               |               |                               |                      |             |                                    |
| 154 | 18               | "Karma"                       | Pamela Fryman | Stephen Lloyd                 | 27 tháng 2 năm 2012  | 7ALH18      | 9.07                               |
| Barney cố gắng để thuyết phục Quinn, (Becki Newton) đi chơi cùng anh. Ted tự hỏi sẽ phải làm gì với căn phòng trống của Robin, người đã dọn ra ngoài ngoại ô để giúp Marshall và Lily. |                  |                               |               |                               |                      |             |                                    |
| 155 | 19               | "The Broath"                  | Pamela Fryman | Carter Bays & Craig Thomas    | 19 tháng 3 năm 2012  | 7ALH19      | 8.15                               |
| Barney và Quinn muốn dọn vào ở cùng nhau, nhưng bạn của Barney không tin hay thích Quinn và cố gắng chia rẽ họ. |                  |                               |               |                               |                      |             |                                    |
| 156 | 20               | "Trilogy Time"                | Pamela Fryman | Kourtney Kang                 | 9 tháng 4 năm 2012   | 7ALH23      | 8.00                               |
| Ted, Marshall và Barney xem phim Star Wars và bỗng nhiên nghĩ về cuộc sống của mình 3 năm sau đó. |                  |                               |               |                               |                      |             |                                    |
| 157 | 21               | "Now We're Even"              | Pamela Fryman | Chuck Tatham                  | 16 tháng 4 năm 2012  | 7ALH22      | 7.24                               |
| Cho dù Ted vẫn đang hạnh phúc với cuộc sống độc thân tại căn hộ mới của mình, Barney cố gắng thuyết phục anh ra ngoài chơi vào mỗi đêm. Lily có một giấc mơ mà Marshall không hề có trong đó. Robin cuối cùng cũng bắt đầu vai trò dẫn chương trình tại World Wide News. |                  |                               |               |                               |                      |             |                                    |
| 158 | 22               | "Good Crazy"                  | Pamela Fryman | Carter Bays & Craig Thomas    | 30 tháng 4 năm 2012  | 7ALH20      | 7.99                               |
| Marshall lo lắng về việc đứa con sắp ra đời của mình và được tham gia một chuyến đi đến Thành phố Atlantic ăn chơi cùng Barney. Trong lúc đó, Lily sắp lâm bồn nhưng không thể liên lạc với Marshall. |                  |                               |               |                               |                      |             |                                    |
| 159 | 23               | "The Magician's Code, Phần 1" | Pamela Fryman | Jennifer Hendriks             | 14 tháng 5 năm 2012  | 7ALH21      | 8.30                               |
| Khi Marshall và Barney vẫn còn ở Atlantic khi Lily lâm bồn, họ tìm mọi cách để quay lại với Lily. Trong lúc đó, Ted và Robin cố gắng làm Lily quên đi cơn đau bằng việc kể lại những câu chuyện của mình. |                  |                               |               |                               |                      |             |                                    |
| 160 | 24               | "The Magician's Code, Phần 2" | Pamela Fryman | Carter Bays & Craig Thomas    | 14 tháng 5 năm 2012  | 7ALH24      | 8.87                               |
| Robin thuyết phục Ted nên gặp lại Victoria, mối quan hệ tốt đẹp duy nhất của anh, nhưng anh sau đó lại gặp cô ở ngày cưới và hỏi anh nếu muốn chạy trốn cùng cô. Lily và Marshall nhờ Robin chụp lại bức ảnh về ngày đầu tiên của đứa bé. Trong lúc đó, Barney và Quinn bị bắt tại sân bay vì có phát hiện vật lạ trong va-li. Cô dâu tương lai của Barney trong đám cưới ở tương lai được tiết lộ. |                  |                               |               |                               |                      |             |                                    |

### Phần 8 (2012–13)
| Số tập tổng thể | Số tập theo phần | Tên tập phim                   | Đạo diễn      | Biên kịch                     | Ngày công chiếu      | Mã sản xuất | Khán giả Hoa Kỳ (theo triệu người) |
| --- | ---------------- | ------------------------------ | ------------- | ----------------------------- | -------------------- | ----------- | ---------------------------------- |
| 161 | 1                | "Farhampton"                   | Pamela Fryman | Carter Bays & Craig Thomas    | 24 tháng 9 năm 2012  | 8ALH01      | 8.84                               |
| Trong tương lai, để trấn an Robin lúc cô đang hoảng loạn trong ngày cưới cùng Barney, Ted kể lại câu chuyện làm thế nào mà anh thuyết phục Victoria viết lá tâm thư chạy-trốn-khỏi-lễ-đường cho hôn phu cũ của cô Klaus, giải thích vì sao cô lại chạy khỏi đám cưới của mình. Trong khi ở hiện tại, Barney đang định che giấu chuyện anh và Robin từng hẹn hò cùng nhau với Quinn, nhưng Quinn biết được sự thật sau khi vợ chồng nhà Lily lỡ miệng do thiếu ngủ. |                  |                                |               |                               |                      |             |                                    |
| 162 | 2                | "The Pre-Nup"                  | Pamela Fryman | Carter Bays & Craig Thomas    | 1 tháng 10 năm 2012  | 8ALH02      | 8.17                               |
| Barney chuẩn bị bản hợp đồng tiền hôn nhân, khiến cho mọi người phải nghĩ lại về sự cải thiện những mối quan hệ của mình. Căng thẳng bùng nổ trong các cặp đôi khi Quinn tự thảo một bản hợp đồng tiền hôn nhân của riêng cô. |                  |                                |               |                               |                      |             |                                    |
| 163 | 3                | "Nannies"                      | Pamela Fryman | Chuck Tatham                  | 8 tháng 10 năm 2012  | 8ALH03      | 7.82                               |
| Lily và Marshall gặp vấn đề trong việc tìm người giữ trẻ trong khi Barney nghĩ ra một trò kĩ lưỡng khác để tán tỉnh phụ nữ. Trong lúc đó, Robin và Ted tranh nhau xem mối quan hệ của ai thắm thiết hơn ai. |                  |                                |               |                               |                      |             |                                    |
| 164 | 4                | "Who Wants to Be a Godparent?" | Pamela Fryman | Matt Kuhn                     | 15 tháng 10 năm 2012 | 8ALH04      | 7.93                               |
| Khi Lily và Marshall không thể quyết định xem ai được chỉ định làm người giám hộ của bé Marvin, họ thử thách mọi người xem ai sẽ là người phù hợp nhất. |                  |                                |               |                               |                      |             |                                    |
| 165 | 5                | "The Autumn of Break-Ups"      | Pamela Fryman | Kourtney Kang                 | 5 tháng 11 năm 2012  | 8ALH05      | 7.22                               |
| Khi mùa thu của các cuộc chia tay tiếp diễn, Ted và Victoria quyết định chấm dứt chuyện tình cảm giữa họ. Trong khi đó, Barney dùng một chú cún như người anh em yểm hộ cho mình, khiến Robin lo lắng về anh. |                  |                                |               |                               |                      |             |                                    |
| 166 | 6                | "Splitsville"                  | Pamela Fryman | Stephen Lloyd                 | 12 tháng 11 năm 2012 | 8ALH06      | 7.95                               |
| Barney giúp Robin chia tay với Nick, khi cô quá do dự khi phải tự mình làm điều đó. Trong khi đó, Lily và Marshall tuyệt vọng trong việc tìm cho mình không gian riêng. |                  |                                |               |                               |                      |             |                                    |
| 167 | 7                | "The Stamp Tramp"              | Pamela Fryman | Tami Sagher                   | 19 tháng 11 năm 2012 | 8ALH07      | 7.45                               |
| Marshall giới thiệu cho Brad, anh bạn hồi còn ở trường luật, một việc làm tại hãng công ty của mình, nhưng buổi phỏng vấn lại không đạt kết quả như mong muốn, khiến Marshall mất lòng với sếp của anh. Trong lúc đó, Robin giúp Barney chọn ra được câu lạc bộ thoát y mà anh sẽ đại diện. |                  |                                |               |                               |                      |             |                                    |
| 168 | 8                | "Twelve Horny Women"           | Pamela Fryman | Eric Falconer & Romanski      | 26 tháng 11 năm 2012 | 8ALH08      | 8.73                               |
| Marshall phải chạm trán với anh bạn cũ, cũng là kẻ thù mới của anh, trong vụ kiện quan trọng nhất sự nghiệp. Trong lúc đó, mọi người thay nhau khoe mẽ về tuổi trẻ dính đến tù tội của mình; khiến họ tranh giành xem ai là kẻ nông nổi nhất. |                  |                                |               |                               |                      |             |                                    |
| 169 | 9                | "Lobster Crawl"                | Pamela Fryman | Barbara Adler                 | 3 tháng 12 năm 2012  | 8ALH09      | 8.26                               |
| Robin phát điên lên vì Barney không còn yêu cô nữa. Trong lúc đó, Ted làm người giữ trẻ thay cho Marvin, khiến Marshall và Lily nhận ra Ted đang dùng bé Marvin thay thế cho điều tâm huyết khác của anh, toà nhà GNB. |                  |                                |               |                               |                      |             |                                    |
| 170 | 10               | "The Over-Correction"          | Pamela Fryman | Craig Gerard & Matthew Zinman | 10 tháng 12 năm 2012 | 8ALH10      | 8.82                               |
| Robin trở nên ghen tức khi Barney bắt đầu hẹn hò với đồng nghiệp của cô, Patrice (Ellen D. Williams). Trong lúc đó, Marshall và Lily bắt đầu cảm thấy kinh tởm khi biết được người mẹ goá phụ của Marshall bắt đầu hẹn hò với cha của Lily. |                  |                                |               |                               |                      |             |                                    |
| 171 | 11               | "The Final Page, Phần 1"       | Pamela Fryman | Dan Gregor & Doug Mand        | 17 tháng 12 năm 2012 | 8ALH11      | 8.70                               |
| Trước buổi khai trương toà nhà mới của Ted, anh phải chạm trán với vị giáo sư khoa kiến trúc thời đại học của mình. Trong khi đó, Robin phải chạm trán với Patrice, Barney bị Marshall gài vào thế bí, Marshall và Lily bị một anh bạn cũ thời đại học theo đuổi. |                  |                                |               |                               |                      |             |                                    |
| 172 | 12               | "The Final Page, Phần 2"       | Pamela Fryman | Carter Bays & Craig Thomas    | 17 tháng 12 năm 2012 | 8ALH12      | 8.70                               |
| Gần đến dịp Giáng Sinh, Barney kể cho Ted nghe về kế hoạch cầu hôn Patrice của mình. Ted sau đó phải quyết định có nên tiết lộ chuyện này với Robin hay không. Trong lúc đó, Lily và Marshall có đêm đầu tiên được giải thoát khỏi Marvin. |                  |                                |               |                               |                      |             |                                    |
| 173 | 13               | "Band or DJ?"                  | Pamela Fryman | Carter Bays & Craig Thomas    | 14 tháng 1 năm 2013  | 8ALH13      | 10.51                              |
| Robin muốn hỏi cha mình về đám cưới của Barney. Lily và Ted cãi nhau về việc chuẩn bị lễ cưới; khiến Ted thừa nhận mình hối tiếc khi phải chấm dứt với Robin, Lily phải thú nhận sự tiếc nuối về bổn phận làm mẹ và sự nghiệp hội họa của mình. Chứng táo bón của Marvin khiến Lily và Marshall phải gặp căng thẳng. |                  |                                |               |                               |                      |             |                                    |
| 174 | 14               | "Ring Up!"                     | Pamela Fryman | Jennifer Hendriks             | 21 tháng 1 năm 2013  | 8ALH14      | 10.07                              |
| Cho dù Ted và bạn gái mới của anh không có bất kì sở thích chung nào, Barney lại thúc giục anh ngủ cùng cô ta, cho đến khi họ biết được cô ấy chính là em kế của Barney. Trong lúc đó, Robin biết được vị thế mới của một người phụ nữ đã đính hôn như mình. |                  |                                |               |                               |                      |             |                                    |
| 175 | 15               | "P.S. I Love You"              | Pamela Fryman | Carter Bays & Craig Thomas    | 4 tháng 2 năm 2013   | 8ALH15      | 10.30                              |
| Trong khi cố gắng biết được danh tính của người mà Robin từng bị ám ảnh, Barney tìm ra một tập của loạt phim tài liệu âm nhạc Underneath the Tunes có sự góp mặt của Robin Sparkles. Marshall và Lily lo lắng rằng bạn gái mới của Ted có thể chỉ là một người đang đeo bám anh ấy. |                  |                                |               |                               |                      |             |                                    |
| 176 | 16               | "Bad Crazy"                    | Pamela Fryman | Carter Bays & Craig Thomas    | 11 tháng 2 năm 2013  | 8ALH16      | 8.98                               |
| Cho dù phát hiện những hành động mờ ám của Jeanette (Abby Elliott) gần đây, Ted vẫn không thể chia tay với cô ấy. Sau đó, Lily cho Ted vài lời khuyên. Trong lúc đó, sau khi trải qua những trải nghiệm giữ trẻ đầy phiêu lưu, Robin cuối cùng cũng vượt qua nỗi sợ bế bé Marvin và trở nên gắn bó với nó hơn bao giờ hết. |                  |                                |               |                               |                      |             |                                    |
| 177 | 17               | "The Ashtray"                  | Pamela Fryman | Carter Bays & Craig Thomas    | 18 tháng 2 năm 2013  | 8ALH17      | 8.85                               |
| Chồng cũ của Zoey, the Captain, bất ngờ gọi cho Ted; mọi người lại hồi tưởng lại những gì đã xảy ra khi lần cuối gặp hắn ta vào một năm rưỡi trước. Lily bất ngờ được mời làm cố vấn nghệ thuật cho The Captain. |                  |                                |               |                               |                      |             |                                    |
| 178 | 18               | "Weekend at Barney's"          | Pamela Fryman | George Sloan                  | 25 tháng 2 năm 2013  | 8ALH18      | 8.59                               |
| Sau khi Ted và Jeanette chia tay, Barney nhập cuộc để mai mối cho anh bằng quyển Playbook mà đáng lý ra đã bị đốt trước đó. Trong lúc đó, Marshall có vài khoảnh khắc xấu hổ tại phòng triển lãm nghệ thuật khi Lily đang cố gắng để giành được sự chú ý với ông chủ của buổi triển lãm. |                  |                                |               |                               |                      |             |                                    |
| 179 | 19               | "The Fortress"                 | Michael Shea  | Stephen Lloyd                 | 18 tháng 3 năm 2013  | 8ALH19      | 7.44                               |
| Barney bất đắc dĩ phải bán đi căn hộ của mình, trong lúc đó, Ted và Marshall bị hiểu lầm là một cặp tình nhân. Căng thẳng bùng lên giữa Lily và Marshall khi công việc mới khiến cô có ít thời gian ở nhà hơn. |                  |                                |               |                               |                      |             |                                    |
| 180 | 20               | "The Time Travelers"           | Pamela Fryman | Carter Bays & Craig Thomas    | 25 tháng 3 năm 2013  | 8ALH20      | 6.99                               |
| Những phiên bản tương lai của Ted và Barney phải thuyết phục Ted của hiện tại đi xem Rô-bốt Đấu Với Đô Vật. Marshall thách Robin thi nhảy sau khi cô được đặt tên cho một loại thức uống tại quán MacLaren's mà anh sáng chế nên. |                  |                                |               |                               |                      |             |                                    |
| 181 | 21               | "Romeward Bound"               | Pamela Fryman | Chuck Tatham                  | 15 tháng 4 năm 2013  | 8ALH21      | 6.58                               |
| The Captain hỏi ý Lily nếu cô muốn tiếp tục làm cố vấn nghệ thuật cho ông trong khi phải đến chuyển đến Rome trong một năm hay không, nhưng cô sợ Marshall gặp bất tiện nếu cô chấp thuận. Ted và Barney có để ý một cô gái xinh đẹp luôn mặc một chiếc áo khoác rộng thùng thình, khiến họ trở nên bị ám ảnh về những gì mà cô ta đang giấu sau chiếc áo đó. |                  |                                |               |                               |                      |             |                                    |
| 182 | 22               | "The Bro Mitzvah"              | Pamela Fryman | Chris Harris                  | 29 tháng 4 năm 2013  | 8ALH22      | 7.06                               |
| Mọi người suy tính nên một kế hoạch tổ chức tiệc chia tay độc thân độc nhất vô nhị cho Barney. |                  |                                |               |                               |                      |             |                                    |
| 183 | 23               | "Something Old"                | Pamela Fryman | Carter Bays & Craig Thomas    | 6 tháng 5 năm 2013   | 8ALH23      | 6.99                               |
| Khi Robin đang tuyệt vọng trong việc tìm ra sợi dây chuyền mà cô chôn hồi còn 15 tuổi tại Công viên Trung tâm để mang nó như một "kỉ vật" cho lễ cưới, Marshall và Lily đang nhờ Ted giúp họ sắp xếp đồ đạc đến Ý, Barney đang mời bố ruột của Robin chơi bắn súng la-de để thắt chặt tình cảm cùng ông. |                  |                                |               |                               |                      |             |                                    |
| 184 | 24               | "Something New"                | Pamela Fryman | Carter Bays & Craig Thomas    | 13 tháng 5 năm 2013  | 8ALH24      | 8.57                               |
| Trong khi mọi người đang chuẩn bị đến đám cưới của Robin và Barney, Ted mời Lily xem căn nhà hoàn chỉnh của mình tại Westchester. Trong lúc đó, đêm thư giãn của Robin và Barney bị phá hỏng bởi một cặp đôi khó ưa, Marshall phải dắt bé Marvin về thăm mẹ mình tại Minnesota. Cuối tập phim có bao gồm lần lộ diện đầu tiên của nhân vật người Mẹ. |                  |                                |               |                               |                      |             |                                    |

### Phần 9 (2013–14)
| Số tập tổng thể | Số tập theo phần | Tên tập phim                                | Đạo diễn      | Biên kịch                     | Ngày công chiếu      | Mã sản xuất | Khán giả Hoa Kỳ (theo triệu người) |
| --- | ---------------- | ------------------------------------------- | ------------- | ----------------------------- | -------------------- | ----------- | ---------------------------------- |
| 185 | 1                | "The Locket"                                | Pamela Fryman | Carter Bays & Craig Thomas    | 23 tháng 9 năm 2013  | 9ALH01      | 9.40                               |
| Thứ Sáu, 11 giờ sáng: Khi trên đường đến Long Island để tổ chức đám cưới của mình, Robin và Barney phát hiện họ có chung người anh em họ và lo lắng có thể mình có quan hệ máu mủ với nhau. Marshall thì lo lắng rằng Lily sẽ thấy bức ảnh mà mẹ anh đăng trên mạng, khiến cô ấy biết chuyện anh đồng ý làm thẩm phán. Lily đang đối mặt với Ted về việc chấm dứt với Robin.                                                                      |                  |                                             |               |                               |                      |             |                                    |
| 186 | 2                | "Coming Back"                               | Pamela Fryman | Carter Bays & Craig Thomas    | 23 tháng 9 năm 2013  | 9ALH02      | 9.40                               |
| Thứ Sáu, 12 giờ trưa: Khi James tiết lộ mình đang chuẩn bị li hôn, Robin lo lắng về việc Barney tiếp nhận thông tin này. Trong lúc đó, Marshall đang tăng tốc tìm đường trở về New York đúng giờ để dự đám cưới, Ted thì chấp nhận việc phải ở một mình trong khách sạn đầy cặp tình nhân. |                  |                                             |               |                               |                      |             |                                    |
| 187 | 3                | "Last Time in New York"                     | Pamela Fryman | Craig Gerard & Matthew Zinman | 30 tháng 9 năm 2013  | 9ALH04      | 7.87                               |
| Thứ Sáu, 2 giờ chiều: Khi Lily biết được danh sách những điều mà Ted muốn làm ở New York trước khi chuyển về Chicago, cô trở nên thất vọng vì chỉ có cô mới biết về những kế hoạch này của anh ấy. Robin và Barney đang cố gắng có chút riêng tư trước khi cuộc hôn nhân của họ bắt đầu. |                  |                                             |               |                               |                      |             |                                    |
| 188 | 4                | "The Broken Code"                           | Pamela Fryman | Matt Kuhn                     | 7 tháng 10 năm 2013  | 9ALH03      | 7.53                               |
| Thứ Sáu, 3 giờ chiều: Barney giận dữ ghi biết rằng Ted vẫn còn tình cảm với Robin, anh thúc giục Marshall trở thành người hoà giải cho cả hai thông qua Skype. Lily nhận ra Robin là cô bạn gái duy nhất duy nhất của mình và tìm cho Robin một người bạn mới. |                  |                                             |               |                               |                      |             |                                    |
| 189 | 5                | "The Poker Game"                            | Pamela Fryman | Dan Gregor & Doug Mand        | 14 tháng 10 năm 2013 | 9ALH05      | 7.98                               |
| Thứ Sáu, 6 giờ chiều: Khi Barney buộc phải chọn giữa Robin và mẹ anh, Lily khuyên anh không nên phá vỡ mối quan hệ với vợ mình. Trong lúc đó, Ted và Marshall lại rơi vào trận cãi nhau xung quanh những món quà và lá thư cảm ơn. |                  |                                             |               |                               |                      |             |                                    |
| 190 | 6                | "Knight Vision"                             | Pamela Fryman | Chris Harris                  | 21 tháng 10 năm 2013 | 9ALH06      | 7.64                               |
| Thứ Sáu, 9 giờ tối: Khi Ted biết được mình phải chọn một trong ba cô gái để làm người hẹn hò cùng anh trong lễ cưới cuối tuần này, anh lại đưa ra quyết định sai lầm. Trong lúc đó, Barney và Robin có một buổi phân trần với mục sư của mình, Marshall đang được biết nhiều hơn về người bạn đồng hành cùng mình, Daphne (Sherri Shepherd). |                  |                                             |               |                               |                      |             |                                    |
| 191 | 7                | "No Questions Asked"                        | Pamela Fryman | Stephen Lloyd                 | 28 tháng 10 năm 2013 | 9ALH07      | 7.63                               |
| Thứ Sáu, 11 giờ 30 tối: Khi Daphne cố ý gửi tin nhắn cho Lily, Marshall cầu xin sự giúp đỡ của mọi người để xoá tin nhắn bằng chiêu "No Question Asked". |                  |                                             |               |                               |                      |             |                                    |
| 192 | 8                | "The Lighthouse"                            | Pamela Fryman | Rachel Axler                  | 4 tháng 11 năm 2013  | 9ALH08      | 8.67                               |
| Thứ Bảy, 9 giờ sáng: Khi Robin và Loretta đang cãi nhau dữ dội, Barney phải đối phó với sự khó xử giữa hai người. Trong lúc đó, Marshall và Daphne phải đón cha kế của Ted, Clint, khi ông lén đi lên xe của họ; Ted và Cassie đang cố gắng tận hưởng chuyến đi đến ngọn hải đăng của mình. |                  |                                             |               |                               |                      |             |                                    |
| 193 | 9                | "Platonish"                                 | Pamela Fryman | George Sloan                  | 11 tháng 11 năm 2013 | 9ALH10      | 8.08                               |
| Thứ Bảy, 11 giờ sáng: Trong phân cảnh hồi tưởng quá khứ, mọi người nhớ lại những sự kiện hồi mùa thu năm 2012 có vai trò quyết định đến họ sau này. |                  |                                             |               |                               |                      |             |                                    |
| 194 | 10               | "Mom and Dad"                               | Pamela Fryman | Carter Bays & Craig Thomas    | 18 tháng 11 năm 2013 | 9ALH09      | 8.11                               |
| Thứ Bảy, 3 giờ chiều: Khi Barney muốn cha ruột mình, Jerome, quay lại với mẹ ruột mình, James lại có ý nghĩ khác. Trong khi đó, một nhiệm vụ có liên quan đến lễ cưới bị phá huỷ mà Ted là người bị đỗ lỗi. |                  |                                             |               |                               |                      |             |                                    |
| 195 | 11               | "Bedtime Stories"                           | Pamela Fryman | Carter Bays & Craig Thomas    | 25 tháng 11 năm 2013 | 9ALH12      | 7.64                               |
| Thứ Bảy, 5 giờ chiều: Marshall cố làm Marvin ngủ bằng việc kể ba câu chuyện có vần điệu về bạn của anh ấy trên đường đi đến đám cưới. |                  |                                             |               |                               |                      |             |                                    |
| 196 | 12               | "The Rehearsal Dinner"                      | Pamela Fryman | Chuck Tatham                  | 2 tháng 12 năm 2013  | 9ALH11      | 8.04                               |
| Thứ Bảy, 8 giờ sáng: Barney trở nên ám ảnh bởi một buổi diễn thử đám cưới tại trường đấu chơi bắn la-de, khiến Robin mất hết tinh thần. Trong lúc đó, Ted không thể thực hiện lời hứa của mình, khiến Lily giận dữ. |                  |                                             |               |                               |                      |             |                                    |
| 197 | 13               | "Bass Player Wanted"                        | Pamela Fryman | Carter Bays & Craig Thomas    | 16 tháng 12 năm 2013 | 9ALH13      | 7.71                               |
| Thứ Bảy, 10 giờ tối: Mọi người phải chạm trán một gã tại đám cưới, người cố ý làm họ lầm nhau và Marshall cuối cùng cũng đến được khách sạn Farhampton Inn. |                  |                                             |               |                               |                      |             |                                    |
| 198 | 14               | "Slapsgiving 3: Slappointment in Slapmarra" | Pamela Fryman | Carter Bays & Craig Thomas    | 13 tháng 1 năm 2014  | 9ALH15      | 8.59                               |
| Chủ Nhật, 1 giờ sáng: Barney đang bị khủng bố tinh thần khi Marshall diễn tả sự chuẩn bị kĩ lưỡng của mình cho cú tát tiếp theo của mình trong lần "cá tát" đầy đau đớn này. |                  |                                             |               |                               |                      |             |                                    |
| 199 | 15               | "Unpause"                                   | Pamela Fryman | Chris Harris                  | 20 tháng 1 năm 2014  | 9ALH14      | 8.83                               |
| Chủ Nhật, 2 giờ sáng: Khi Barney đạt đến mức độ say rượu mới, Ted và Robin quyết định chấp nhận thử thách và chuốc rượu cho anh để nghe kể về những bí mật mà anh đã giấu trong hàng năm trời. Trong lúc đó, Marshall đang tránh việc phải cãi vã với Lily bằng mọi cách. |                  |                                             |               |                               |                      |             |                                    |
| 200 | 16               | "How Your Mother Met Me"                    | Pamela Fryman | Carter Bays & Craig Thomas    | 27 tháng 1 năm 2014  | 9ALH16      | 10.81                              |
| Trong lần kỉ niệm tập thứ 200, bộ phim kể về những sự kiện trong cuộc sống của nhân vật người Mẹ suốt tám năm trước khi cô gặp Ted và cách mà những sự kiện này kết nối cô đến các bạn của Ted. |                  |                                             |               |                               |                      |             |                                    |
| 201 | 17               | "Sunrise"                                   | Pamela Fryman | Carter Bays & Craig Thomas    | 3 tháng 2 năm 2014   | 9ALH18      | 9.98                               |
| Chủ Nhật, 5 giờ sáng: Khi ngày làm lễ cưới bắt đầu, Robin và Ted nhớ lại về những mối quan hệ trước đây trong lúc đang tìm Barney đang say xỉn ở đâu đó. Trong khi đó, Marshall và Lily đi đến những quyết định cuối cùng của họ, Barney đang kết bạn cùng hai gã khác và dạy họ những trò để gạ gẫm phụ nữ. |                  |                                             |               |                               |                      |             |                                    |
| 202 | 18               | "Rally"                                     | Pamela Fryman | Carter Bays & Craig Thomas    | 24 tháng 2 năm 2014  | 9ALH17      | 9.28                               |
| Chủ Nhật, 8 giờ sáng: Barney say hết cỡ vào buổi sáng làm đám cưới và mọi người phải tìm công thức giải rượu cho anh một cách nhanh chóng. |                  |                                             |               |                               |                      |             |                                    |
| 203 | 19               | "Vesuvius"                                  | Pamela Fryman | Barbara Adler                 | 3 tháng 3 năm 2014   | 9ALH19      | 9.11                               |
| Lily trở nên cáu gắt khi nhận thấy sự thờ ơ trước đám cưới của Robin. Barney đang hoảng sợ không biết phải mặc bộ áo nào và nhờ Ted giúp đỡ. Trong lúc đó, mọi người lén xem bộ phim mà Ted cấm họ và Robin có một bất ngờ đầy niềm vui bởi một vị khách quan trọng đến đám cưới của cô. |                  |                                             |               |                               |                      |             |                                    |
| 204 | 20               | "Daisy"                                     | Pamela Fryman | Carter Bays & Craig Thomas    | 10 tháng 3 năm 2014  | 9ALH20      | 7.70                               |
| Chủ Nhật, 2 giờ chiều: Marshall nài nỉ Ted và Barney giúp anh điều tra nơi Lily đang ở khi cô bỏ đi giữa trận cãi nhau. Mọi người sau đó biết được tin Lily có thai và trong tương lai, cô và Marshall có một bé gái. |                  |                                             |               |                               |                      |             |                                    |
| 205 | 21               | "Gary Blauman"                              | Pamela Fryman | Kourtney Kang                 | 17 tháng 3 năm 2014  | 9ALH21      | 7.78                               |
| Trước khi diễn ra đám cưới vài tiếng, mọi người trở nên điên cuồng về gã Gary Blauman, khi hắn ta bất ngờ xuất hiện trong lễ cưới. |                  |                                             |               |                               |                      |             |                                    |
| 206 | 22               | "The End of the Aisle"                      | Pamela Fryman | Carter Bays & Craig Thomas    | 24 tháng 3 năm 2014  | 9ALH22      | 9.04                               |
| Chủ Nhật, 5 giờ 28 phút: Trong chưa đầy một tiếng trước đám cưới, Barney và Robin vô cùng hoảng sợ. Trong lúc đó, Marshall và Lily làm một buổi "cập nhật" lại những lời thề nguyện trong đám cưới trước đây của mình và vụ "Cá tát" của Marshall và Barney cuối cùng cũng đi đến hồi kết. |                  |                                             |               |                               |                      |             |                                    |
| 207 | 23               | "Last Forever, Phần 1"                      | Pamela Fryman | Carter Bays & Craig Thomas    | 31 tháng 3 năm 2014  | 9ALH23      | 13.13                              |
| Trong khi đi du lịch nước ngoài, Barney và Robin quyết định ly hôn nhưng khẳng định mọi chuyện sẽ vẫn như ngày trước. |                  |                                             |               |                               |                      |             |                                    |
| 208 | 24               | "Last Forever, Phần 2"                      | Pamela Fryman | Carter Bays & Craig Thomas    | 31 tháng 3 năm 2014  | 9ALH24      | 13.13                              |
| Penny và Luke Mosby nghe được kết thúc của câu chuyện làm thế nào mà bố gặp được mẹ mình. Barney có một đứa con gái từ một cô gái tình-một-đêm của mình và đặt tên cho bé gái đó là Ellie. Mẹ của Penny và Luke mất 6 năm trước vì bệnh, khiến chúng thúc giục anh đến để hẹn hò cùng 'Dì Robin', thế nên Ted đến căn hộ của Robin cùng với kỉ vật là cây kèn Pháp xanh của hai người. Bộ phim sau đó kết thúc với phần ghi tên 6 nhân vật chính. |                  |                                             |               |                               |                      |             |                                    |